# Apolo 17
Apolo 17 fue la última misión del programa Apolo de la NASA y la última misión en la que los humanos viajaron y caminaron en la Luna. Lanzado a las 12:33 a. m. hora estándar del este (EST) el 7 de diciembre de 1972, con un equipo compuesto por el comandante Eugene Cernan, el piloto del módulo de mando Ronald Evans y el piloto del módulo lunar Harrison Schmitt, fue el último uso del hardware Apolo para su propósito original; después del Apolo 17, se utilizaron naves espaciales Apolo adicionales en los programas Skylab y Apolo-Soyuz.
Apolo 17 fue el primer lanzamiento nocturno de un vuelo espacial humano en los EE. UU. Y el lanzamiento tripulado final de un cohete Saturno V. Fue una "misión de tipo J" que incluyó tres días en la superficie lunar, capacidad científica ampliada y el tercer Lunar Roving Vehicle (LRV). Mientras Evans permanecía en órbita lunar en el módulo de mando y servicio (CSM), Cernan y Schmitt pasaron poco más de tres días en la Luna en el valle Taurus-Littrow y completaron tres paseos lunares, tomando muestras lunares y desplegando instrumentos científicos. Evans tomó mediciones científicas y fotografías de órbita utilizando un módulo de instrumentos científicos montado en el módulo de servicio.
El lugar de alunizaje se eligió con los objetivos principales del Apolo 17 en mente: muestrear material lunar de las tierras altas más antiguo que el impacto que formó Mare Imbrium, e investigar la posibilidad de actividad volcánica relativamente nueva en la misma área. Cernan, Evans y Schmitt regresaron a la Tierra el 19 de diciembre después de una misión de 12 días.
Apolo 17 es el alunizaje tripulado más reciente y por el momento también el último viaje de un ser humano más allá de la órbita terrestre baja.También fue la primera misión que no había a bordo a nadie que hubiera sido piloto de pruebas; El piloto de pruebas X-15, Joe Engle, perdió la asignación del piloto del módulo lunar a Schmitt, un geólogo. La misión batió varios récords: el aterrizaje más largo de la Luna, las actividades extravehiculares totales más largas (paseos por la luna), la muestra lunar más grande y el tiempo más largo en la órbita lunar.

## Tripulación
| Puesto                     | Astronauta                              | Astronauta                              |
| -------------------------- | --------------------------------------- | --------------------------------------- |
| Comandante                 | Eugene A. Cernan Tercero y último vuelo | Eugene A. Cernan Tercero y último vuelo |
| Piloto del Módulo de mando | Ronald E. Evans Único vuelo             | Ronald E. Evans Único vuelo             |
| Piloto de Módulo Lunar     | Harrison H. Schmitt Único vuelo         | Harrison H. Schmitt Único vuelo         |

Eugene Cernan, Ronald Evans y el expiloto de X-15, Joe Engle, fueron asignados a la tripulación de respaldo del Apolo 14. Engle voló 16 vuelos X-15, tres de los cuales superaron el límite de 80 km del espacio. Siguiendo el patrón de rotación que un equipo de respaldo volaría como el equipo principal tres misiones más tarde, Cernan, Evans y Engle volarían el Apolo 17. Harrison Schmitt sirvió en el equipo de respaldo del Apolo 15 y, luego del ciclo de rotación del equipo, fue programado para volar como Piloto del Módulo Lunar en Apolo 18. Sin embargo, el Apolo 18 se canceló en septiembre de 1970. Tras esta decisión, la comunidad científica presionó a la NASA para que asignara un geólogo a un aterrizaje de Apolo, en lugar de un piloto entrenado en geología. En vista de esta presión, a Harrison Schmitt, un geólogo profesional, se le asignó la posición de Piloto del Módulo Lunar en el Apolo 17.  El científico-astronauta Curt Michel creyó que era su propia decisión de renunciar, después de que quedó claro que no se le asignaría una misión de vuelo, lo que movilizó esta acción.
Luego de la decisión de asignar a Schmitt a Apolo 17, quedaba la cuestión de qué tripulación (la tripulación completa de respaldo de Apolo 15, Dick Gordon, Vance Brand y Schmitt, o la tripulación de respaldo de Apolo 14) se convertiría en la tripulación principal de la misión. El Director de Operaciones de la tripulación de vuelo de la NASA, Deke Slayton, finalmente asignó la tripulación de respaldo del Apolo 14 (Cernan y Evans), junto con Schmitt, a la tripulación principal del Apolo 17.

### Tripulación de reserva

#### Original
| Puesto                                        | Astronauta                 | Astronauta                 |
| --------------------------------------------- | -------------------------- | -------------------------- |
| Comandante                                    | David Scott Primer vuelo   | David Scott Primer vuelo   |
| Piloto del Módulo de mando                    | Alfred Worden Primer vuelo | Alfred Worden Primer vuelo |
| Piloto de Módulo Lunar                        | James Irwin Primer vuelo   | James Irwin Primer vuelo   |
| Este había sido el primer equipo de Apolo 15. |                            |                            |

#### Reemplazo
| Puesto                     | Astronauta                | Astronauta                |
| -------------------------- | ------------------------- | ------------------------- |
| Comandante                 | John Young Primer vuelo   | John Young Primer vuelo   |
| Piloto del Módulo de mando | Stuart Roosa Primer vuelo | Stuart Roosa Primer vuelo |
| Piloto de Módulo Lunar     | Charles Duke Primer vuelo | Charles Duke Primer vuelo |

La tripulación principal del Apolo 15 recibió la asignación de respaldo ya que esta sería la última misión lunar y la tripulación de respaldo no giraría a otra misión. Sin embargo, cuando el incidente del sello de correos del Apolo 15 se hizo público a principios de 1972, la tripulación fue reprendida por la NASA y la Fuerza Aérea de los Estados Unidos (eran oficiales en servicio activo). El Director de Operaciones de la tripulación de vuelo Deke Slayton los sacó del estado de vuelo y los reemplazó con Young y Duke de la tripulación principal del Apolo 16 y Roosa de la tripulación del Apolo 14 prime y del Apolo 16.

### Equipo de apoyo
- Robert F. Overmyer[15]
- Robert A. Parker[16]
- C. Gordon Fullerton[17]

### Insignia de la misión

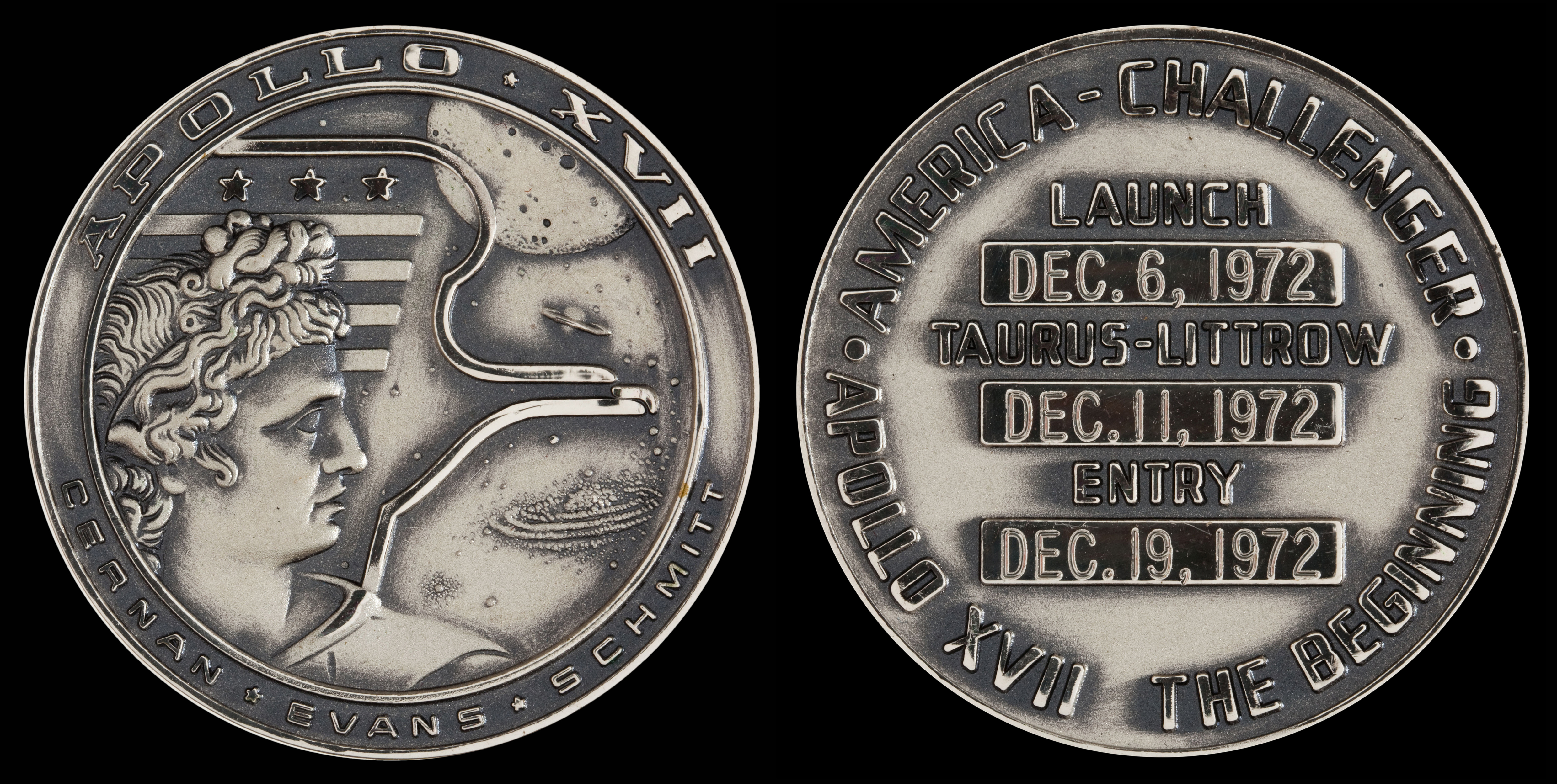
Medallón de plata Robbins volado al espacio en el Apolo 17.

La característica más destacada de la insignia es una imagen del dios griego del sol, Apolo, con una imagen de un águila americana, las barras rojas en el águila que reflejan las de la bandera de los Estados Unidos. Tres estrellas blancas sobre las barras rojas representan a los tres tripulantes de la misión. El fondo incluye la Luna, el planeta Saturno y una galaxia. El ala del águila se superpone parcialmente a la Luna, sugiriendo la presencia establecida del hombre allí. La mirada de Apolo y la dirección del movimiento del águila encarnan la intención del hombre de explorar otros destinos en el espacio.
El parche incluye, junto con los colores de la bandera de EE. UU. (Rojo, blanco y azul), el color dorado, representativo de una "edad de oro" del vuelo espacial que iba a comenzar con el Apolo 17. La imagen del Apolo en la insignia de la misión. Es una representación de la escultura de Apolo Belvedere. La insignia fue diseñada por Robert McCall, con el aporte de la tripulación.

## Planificación y entrenamiento

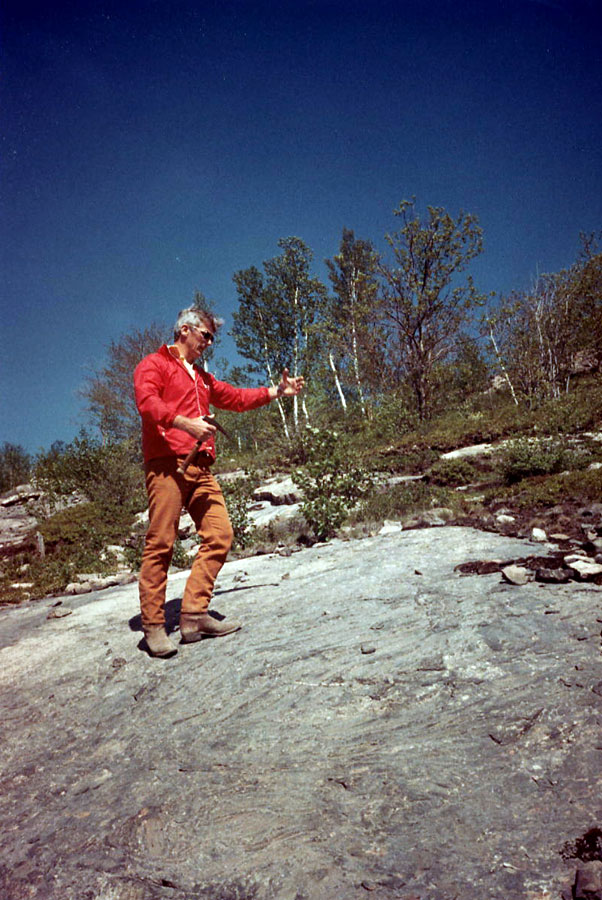
Gene Cernan participa en entrenamiento de geología en Sudbury, Ontario, en mayo de 1972

Al igual que el Apolo 15 y el Apolo 16, el Apolo 17 fue programado para ser una "misión J", un tipo de misión Apolo que contó con estancias en la superficie lunar de tres días, mayor capacidad científica y el uso del Vehículo Lunar Roving. Dado que el Apolo 17 iba a ser el aterrizaje lunar final del programa Apolo, los sitios de aterrizaje de alta prioridad que no habían sido visitados previamente se consideraron para una posible exploración. Se consideró un aterrizaje en el cráter Copérnico, pero finalmente se rechazó porque el Apolo 12 ya había obtenido muestras de ese impacto, y otras tres expediciones del Apolo ya habían visitado las cercanías de Mare Imbrium. Un aterrizaje en las tierras altas lunares cerca del cráter Tycho también fue considerado, pero fue rechazado debido al terreno accidentado encontrado allí y un aterrizaje en el otro lado lunar en el cráter Tsiolkovski fue rechazado debido a consideraciones técnicas y los costos operativos de mantener la comunicación durante Operaciones de superficie. También se consideró un aterrizaje en una región al sudoeste de Mare Crisium, pero se rechazó debido a que una nave soviética podía acceder fácilmente al sitio; Luna 21 finalmente lo hizo poco después de que se realizó la selección del sitio Apolo 17.
Después de la eliminación de varios sitios, tres sitios hicieron la consideración final para el Apolo 17: el cráter Alphonsus, el cráter Gassendi y el valle Taurus-Littrow. Al tomar la decisión final sobre el lugar de desembarque, los planificadores de la misión tomaron en consideración los objetivos principales del Apolo 17: obtener material de las tierras altas antiguas a una distancia sustancial de Mare Imbrium, material de muestreo de la actividad volcánica joven (es decir, menos de tres mil millones de años) y mínima superposición del terreno con las pistas orbitales del Apolo 15 y Apolo 16 para maximizar la cantidad de nuevos datos obtenidos.
El sitio de Taurus-Littrow se seleccionó con la predicción de que la tripulación podría obtener muestras de material antiguo de las tierras altas de los remanentes de un evento de deslizamiento de tierra que ocurrió en la pared sur del valle y la posibilidad de una actividad volcánica relativamente joven y explosiva en la zona. Aunque el valle es similar al sitio de aterrizaje del Apolo 15 en que está en el límite de una yegua lunar, se creía que las ventajas de Taurus-Littrow superaban los inconvenientes, lo que lleva a su selección como el sitio de aterrizaje del Apolo 17.
Apolo 17 fue la única misión de aterrizaje lunar que realizó el Experimento de Gravímetro Traverso (TGE), un experimento construido por el Laboratorio Draper en el Instituto de Tecnología de Massachusetts, diseñado para proporcionar mediciones de la gravedad relativa en todo el lugar de aterrizaje en varios lugares durante los paseos lunares de la misión. Los científicos luego usarían estos datos para recopilar información sobre la subestructura geológica del lugar de aterrizaje y las inmediaciones.
Al igual que en los anteriores aterrizajes lunares, los astronautas del Apolo 17 se sometieron a un extenso programa de entrenamiento que incluyó entrenamiento para recolectar muestras en la superficie, uso de los trajes espaciales, navegación en el Vehículo Lunar Roving, entrenamiento de geología de campo, entrenamiento de supervivencia, entrenamiento de amerizaje y recuperación, y entrenamiento de equipos.

## Misión de hardware y experimentos

### Gravímetro transversal
Apolo 17 fue la única misión de aterrizaje lunar del Apolo que llevó a cabo el experimento gravimétrico transversal (TGE). Como los gravímetros han demostrado ser útiles en la investigación geológica de la Tierra, el objetivo de este experimento fue determinar la posibilidad de utilizar las mismas técnicas en la Luna para conocer su estructura interna. El gravímetro se usó para obtener lecturas en el lugar de aterrizaje en las inmediaciones del módulo lunar, así como en varios lugares de las rutas de la misión. El TGE fue transportado en el Vehículo Lunar Roving; Los astronautas tomaron las medidas mientras el LRV no estaba en movimiento o después de que el gravímetro se colocara en la superficie.
Se tomaron un total de veintiséis mediciones con el TGE durante los tres paseos lunares de la misión, con resultados productivos. Como parte del Paquete de experimentos de superficie lunar de Apolo (ALSEP), los astronautas también desplegaron el Gravímetro de superficie lunar, un experimento similar, que finalmente no funcionó correctamente.

### Módulo de instrumento científico

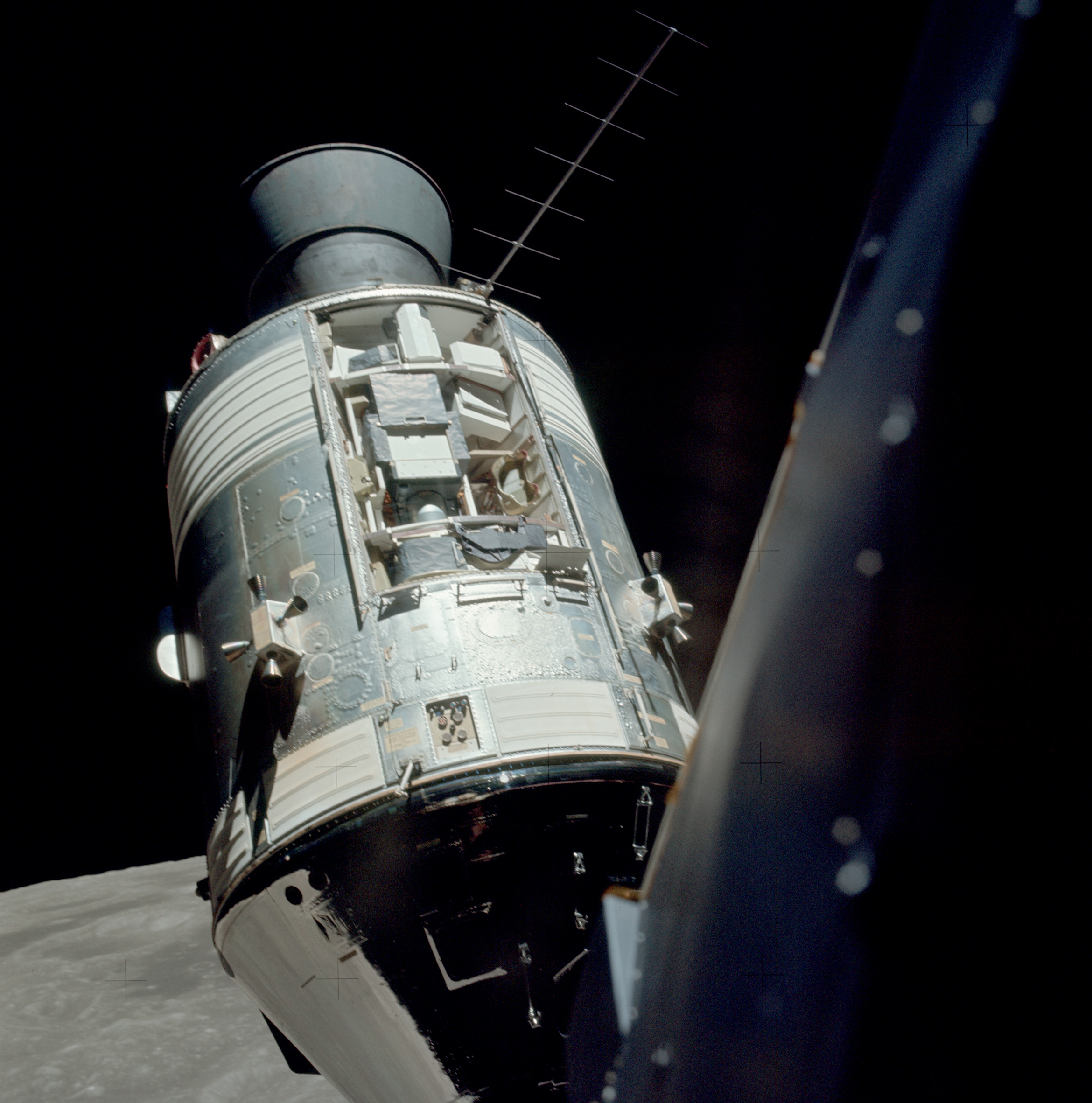
Apolo 17 SIM Bay en el módulo de servicio, visto desde el módulo lunar en órbita alrededor de la Luna

El sector 1 del Apolo 17 SM contenía la bahía del módulo de instrumentos científicos (SIM). La bahía SIM albergó tres experimentos para usar en la órbita lunar: una sonda lunar, un radiómetro de exploración infrarroja y un espectrómetro de ultravioleta lejano. Una cámara de mapeo, una cámara panorámica y un altímetro láser también se incluyeron en la bahía SIM.
La sonda lunar emitió impulsos electromagnéticos hacia la superficie lunar, que fueron diseñados con el objetivo de obtener datos para ayudar a desarrollar un modelo geológico del interior de la Luna a una profundidad aproximada de 1,3 kilómetros.
El radiómetro de barrido infrarrojo fue diseñado con el objetivo de generar un mapa de temperatura de la superficie lunar para ayudar a ubicar las características de la superficie, como los campos de roca, las diferencias estructurales en la corteza lunar y la actividad volcánica.
El espectrómetro de ultravioleta lejano debía usarse para obtener datos relativos a la composición, densidad y constitución de la atmósfera lunar. El espectrómetro también fue diseñado para detectar la radiación UV lejana emitida por el Sol que se ha reflejado en la superficie lunar.
El altímetro láser se diseñó con la intención de medir la altitud de la nave espacial sobre la superficie lunar a aproximadamente 2 metros y proporcionar información sobre la altitud a las cámaras panorámicas y de mapeo.

### Fenómeno del destello de luz
A lo largo de las misiones lunares del Apolo, los miembros de la tripulación observaron destellos de luz que penetraron los párpados cerrados. Estos destellos, descritos como "rayas" o "manchas" de luz, generalmente fueron observados por los astronautas mientras la nave espacial se oscureció durante un período de sueño. Estos destellos, aunque no se observaron en la superficie lunar, tendrían un promedio de aproximadamente dos por minuto y fueron observados por los miembros de la tripulación durante el viaje a la Luna, de regreso a la Tierra y en la órbita lunar.
La tripulación del Apolo 17 realizó un experimento, también realizado en el Apolo 16, con el objetivo de vincular estos destellos de luz con rayos cósmicos. Como parte de un experimento realizado por la NASA y la Universidad de Houston, un astronauta llevaba un dispositivo que registraba el tiempo, la fuerza y la trayectoria de las partículas atómicas de alta energía que penetraban en el dispositivo. El análisis de los resultados concluyó que la evidencia apoyaba la hipótesis de que los destellos ocurrían cuando las partículas cargadas viajaban a través de la retina en el ojo.

### Experimento de propiedades eléctricas superficiales.

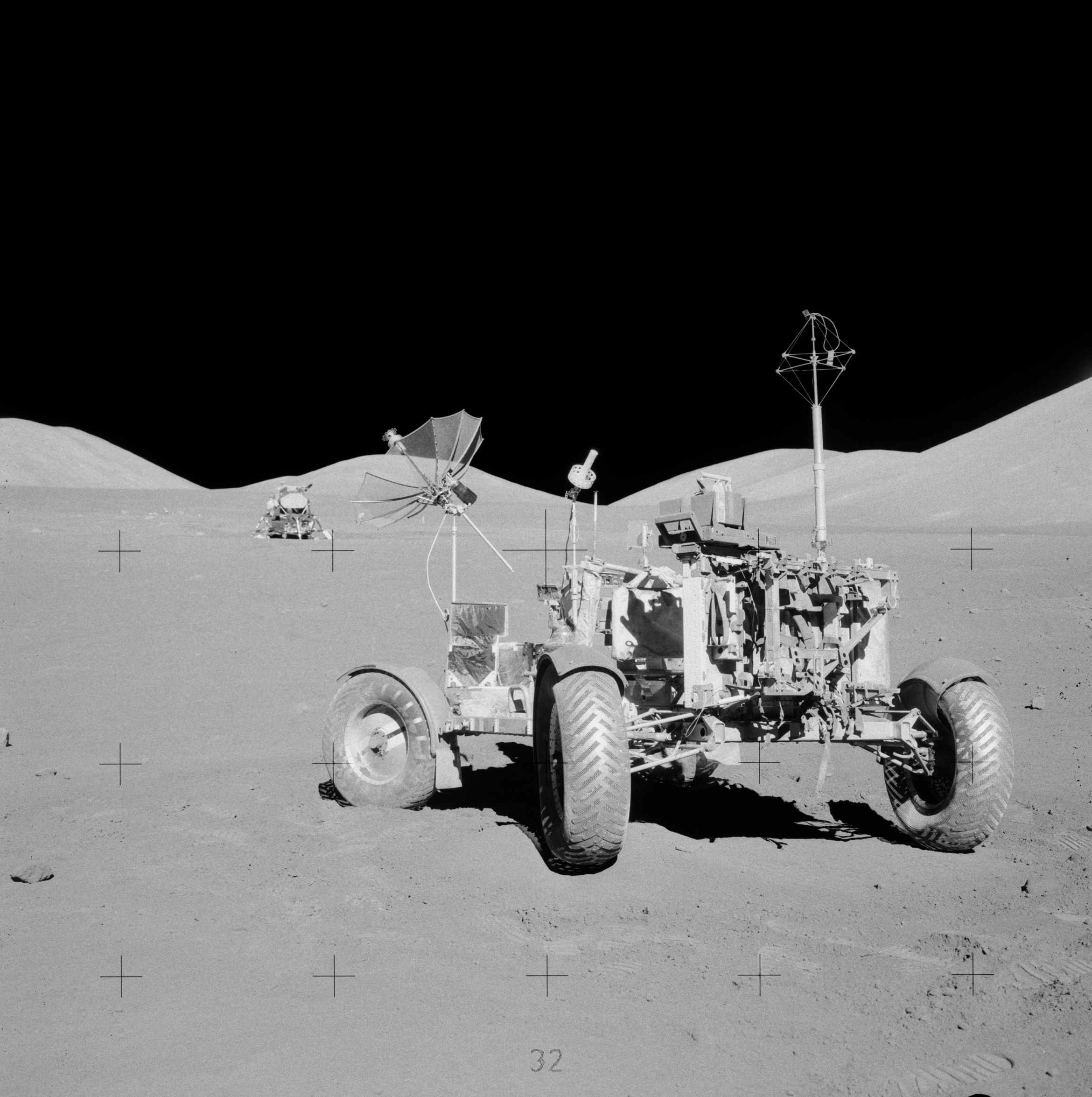
Apolo 17 lunar rover en su lugar de descanso final en la Luna. El receptor de propiedades eléctricas de superficie (SEP) es la antena en la parte trasera derecha del vehículo

Apolo 17 fue la única expedición de la superficie lunar que incluyó el experimento de propiedades eléctricas de superficie (SEP). El experimento incluyó dos componentes principales: una antena transmisora desplegada cerca del módulo lunar y una antena receptora ubicada en el Vehículo Lunar Roving. En diferentes paradas durante los recorridos de la misión, las señales eléctricas viajaron desde el dispositivo de transmisión, a través del suelo, y se recibieron en el LRV. Las propiedades eléctricas del suelo lunar podrían determinarse por comparación de las señales eléctricas transmitidas y recibidas. Los resultados de este experimento, que son consistentes con la composición de la roca lunar, muestran que los 2 kilómetros superiores de la Luna son extremadamente secos.

### Lunar Roving Vehicle
Apolo 17 fue la tercera misión (las otras fueron Apolo 15 y Apolo 16) en hacer uso de un rover lunar. El LRV, además de ser utilizado por los astronautas para el transporte de una estación a otra en los tres paseos de la luna de la misión, se usó para transportar las herramientas, el equipo de comunicaciones y las muestras de los astronautas. El rover del Apolo 17 también se utilizó para llevar a cabo experimentos exclusivos de la misión, como el experimento de gravímetro transversal y propiedades eléctricas de superficie. El rover recorrió una distancia acumulada de aproximadamente 35,9 kilómetros en un tiempo total de manejo de aproximadamente cuatro horas y veintiséis minutos; la mayor distancia que Eugene Cernan y Harrison Schmitt viajaron desde el módulo lunar fue de aproximadamente 7,6 kilómetros.

### Experimento biológico de rayos cósmicos
Apolo 17 incluyó un experimento biológico de rayos cósmicos (BIOCORE), que llevaba cinco ratones a los que se les habían implantado monitores de radiación para ver si sufrían daños de los rayos cósmicos.
Los cinco ratones de bolsillo (Perognathus longimembris), apodados Fe, Fi, Fo, Fum y Phooey por la tripulación del Apolo 17, fueron implantados con monitores de radiación debajo de su cuero cabelludo y viajaron en la misión. La especie fue elegida porque estaba bien documentada, era pequeña, fácil de mantener en un estado aislado (no requería agua potable durante la misión y con residuos altamente concentrados) y por su capacidad para resistir el estrés ambiental. Cuatro de los cinco ratones sobrevivieron al vuelo; La causa de la muerte del quinto ratón no fue determinada.
El estudio encontró lesiones en el propio cuero cabelludo y en el hígado. Las lesiones del cuero cabelludo y las lesiones hepáticas parecían no estar relacionadas entre sí y no se pensaba que fueran el resultado de los rayos cósmicos. No se encontraron daños en las retinas o vísceras de los ratones. En el momento de la publicación del Informe Preliminar de Ciencia del Apolo 17, todavía no se habían examinado los cerebros de los ratones. Sin embargo, estudios posteriores no mostraron un efecto significativo en los cerebros.
Oficialmente, a los ratones, cuatro machos y una hembra, se les asignaron los números de identificación A3326, A3400, A3305, A3356 y A3352. Extraoficialmente, según Cernan, el equipo de Apolo 17 los apodó "Fe", "Fi", "Fo", "Fum" y "Phooey".

## Puntos destacados de la misión

### Lanzamiento y viaje de ida

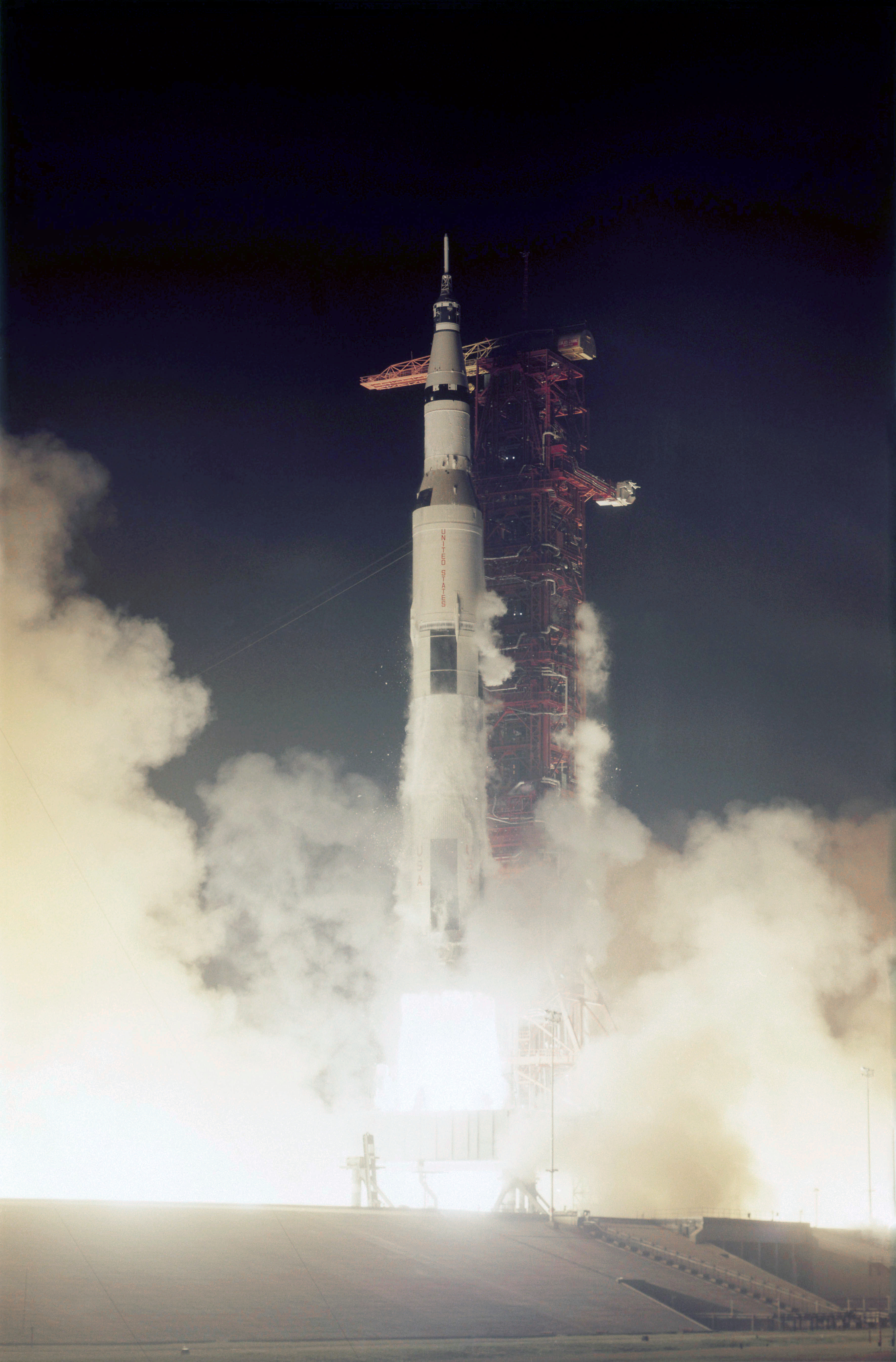
Apolo 17 se lanza el 7 de diciembre de 1972

Apolo 17 fue el último lanzamiento tripulado de Saturno V y el único lanzamiento nocturno. El lanzamiento se retrasó dos horas y cuarenta minutos debido a un corte automático en el secuenciador de lanzamiento en la segunda marca T-30 en la cuenta regresiva. El problema fue rápidamente determinado como un error técnico menor. El reloj se reinició y se mantuvo en la marca del minuto T-22, mientras que los técnicos resolvieron la falla para continuar con el lanzamiento. Esta pausa fue la única demora de inicio en el programa Apolo causada por este tipo de falla de hardware. El recuento se reanudó y el despegue se produjo a las 12:33 a. m. EST.
Se estimó que aproximadamente 500 000 espectadores observaron el lanzamiento en las inmediaciones del Centro Espacial Kennedy, a pesar de la hora de la madrugada. El lanzamiento fue visible tan lejos como 800 kilómetros; observadores en Miami, Florida, vieron una "racha roja" cruzando el cielo del norte.
A las 3:46 a. m. EST, la tercera etapa S-IVB se encendió de nuevo para impulsar la nave hacia la Luna.
Aproximadamente a las 2:47 p. m. EST del 10 de diciembre, el motor del sistema de propulsión de servicio en el CSM se encendió para ralentizar la pila de CSM / LM en la órbita lunar. Tras la inserción de la órbita y la estabilización orbital, la tripulación comenzó los preparativos para aterrizar en el valle de Taurus-Littrow.

### Alunizaje
Después de separarse del CSM, el LM Challenger y su tripulación de dos, Eugene Cernan y Harrison Schmitt, ajustaron su órbita y comenzaron los preparativos para el descenso a Taurus-Littrow. Mientras Cernan y Schmitt se preparaban para el aterrizaje, el piloto del módulo de mando Ron Evans permaneció en órbita para realizar observaciones, realizar experimentos y esperar el regreso de sus compañeros de tripulación unos días después.
Poco después de completar sus preparativos para el aterrizaje, Cernan y Schmitt comenzaron su descenso al valle de Taurus-Littrow en la superficie lunar. Varios minutos después de que se inició la fase de descenso, el LM se lanzó sobre el terreno, dando a la tripulación su primer vistazo al lugar de aterrizaje durante la fase de descenso y permitiendo que Cernan guiara la nave a un objetivo de aterrizaje deseable, mientras que Schmitt proporcionó datos de la computadora de vuelo, esenciales para aterrizaje. El LM aterrizó en la superficie lunar a las 2:55 p. m. EST del 11 de diciembre. Poco después, los dos astronautas comenzaron a reconfigurar el LM para su permanencia en la superficie y comenzaron los preparativos para la primera caminata lunar de la misión, o EVA- 1.

### Superficie lunar

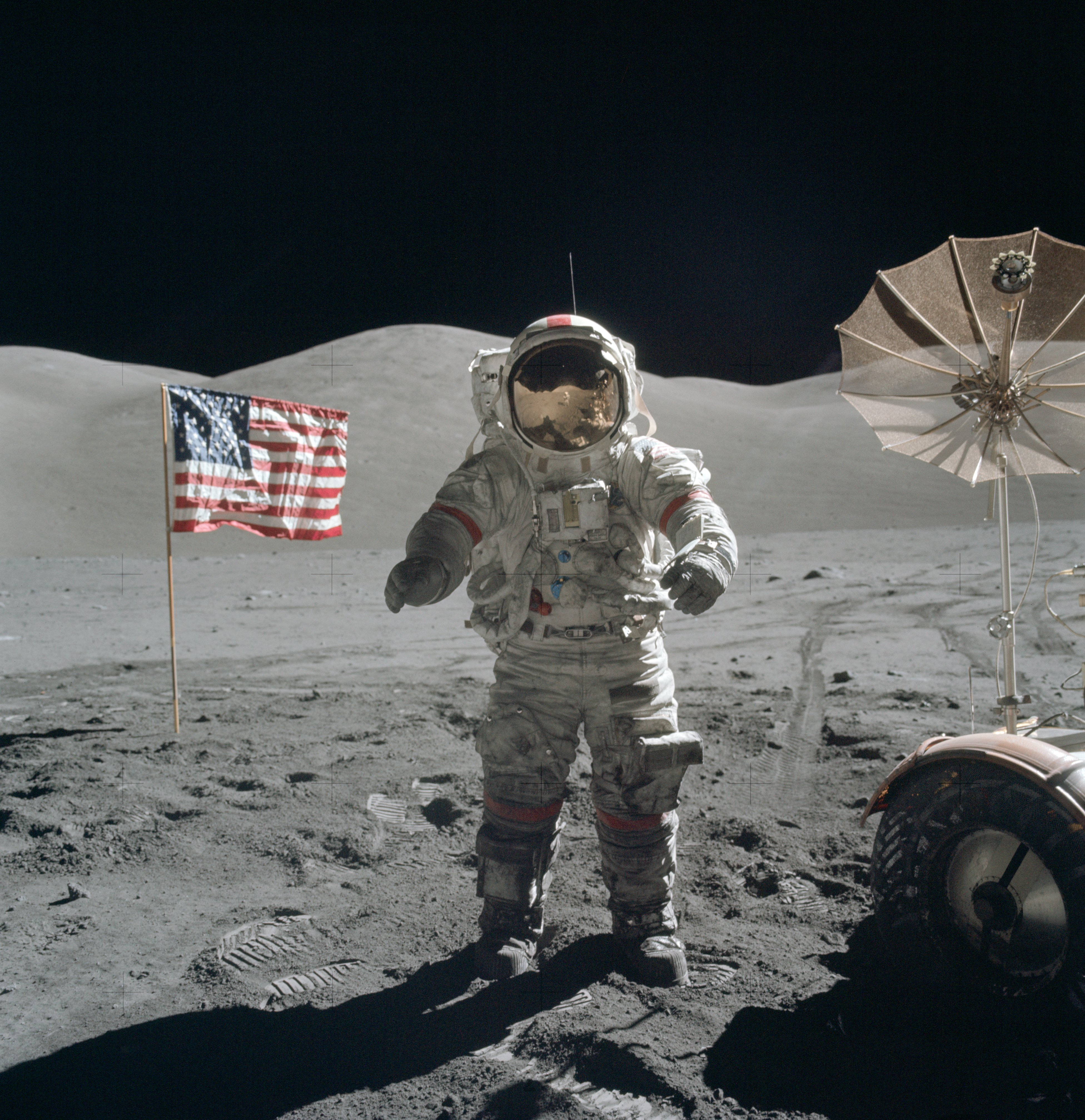
Eugene Cernan en la superficie lunar, 13 de diciembre de 1972

La primera caminata lunar (EVA) de la misión comenzó aproximadamente cuatro horas después del aterrizaje, aproximadamente a las 6:55 p. m. del 11 de diciembre. La primera tarea de la primera excursión lunar fue descargar el Lunar Roving Vehicle y otros equipos del LM. Mientras trabajaba cerca del rover, un guardabarros se rompió accidentalmente cuando Gene Cernan lo rozó y su martillo quedó atrapado debajo del guardabarros trasero derecho, rompiendo la extensión trasera. El mismo incidente también ocurrió en el Apolo 16 cuando el comandante John Young maniobraba alrededor del vehículo. Aunque este no era un problema de misión crítica, la pérdida del guardabarros hizo que Cernan y Schmitt quedaran cubiertos de polvo cuando el rover estaba en movimiento. La cuadrilla utilizó cinta adhesiva para solucionar el problema adjuntando un mapa al guardabarros dañado, pero el polvo recogido en la superficie de la cinta evitó que se pegara correctamente y la primera solución fue de corta duración. Después de un replanteamiento nocturno por parte de los controladores de vuelo, un mejor método de aplicación de la cinta resultó en una solución satisfactoria que duró toda la exploración. Luego, la tripulación desplegó los paquetes de experimentos Apolo en la superficie lunar (ALSEP) al oeste del sitio de aterrizaje inmediato. Después de completar esto, Cernan y Schmitt partieron en la primera travesía geológica de la misión hacia el cráter Steno al sur del lugar de alunizaje, durante el cual recolectaron 14 kg de muestras; tomó siete medidas gravimétricas; y desplegó dos paquetes de explosivos, que luego se detonaron remotamente para probar los geófonos que habían sido colocados por los astronautas y los sismómetros que se habían colocado en las misiones anteriores de Apolo. El EVA terminó después de siete horas y doce minutos.

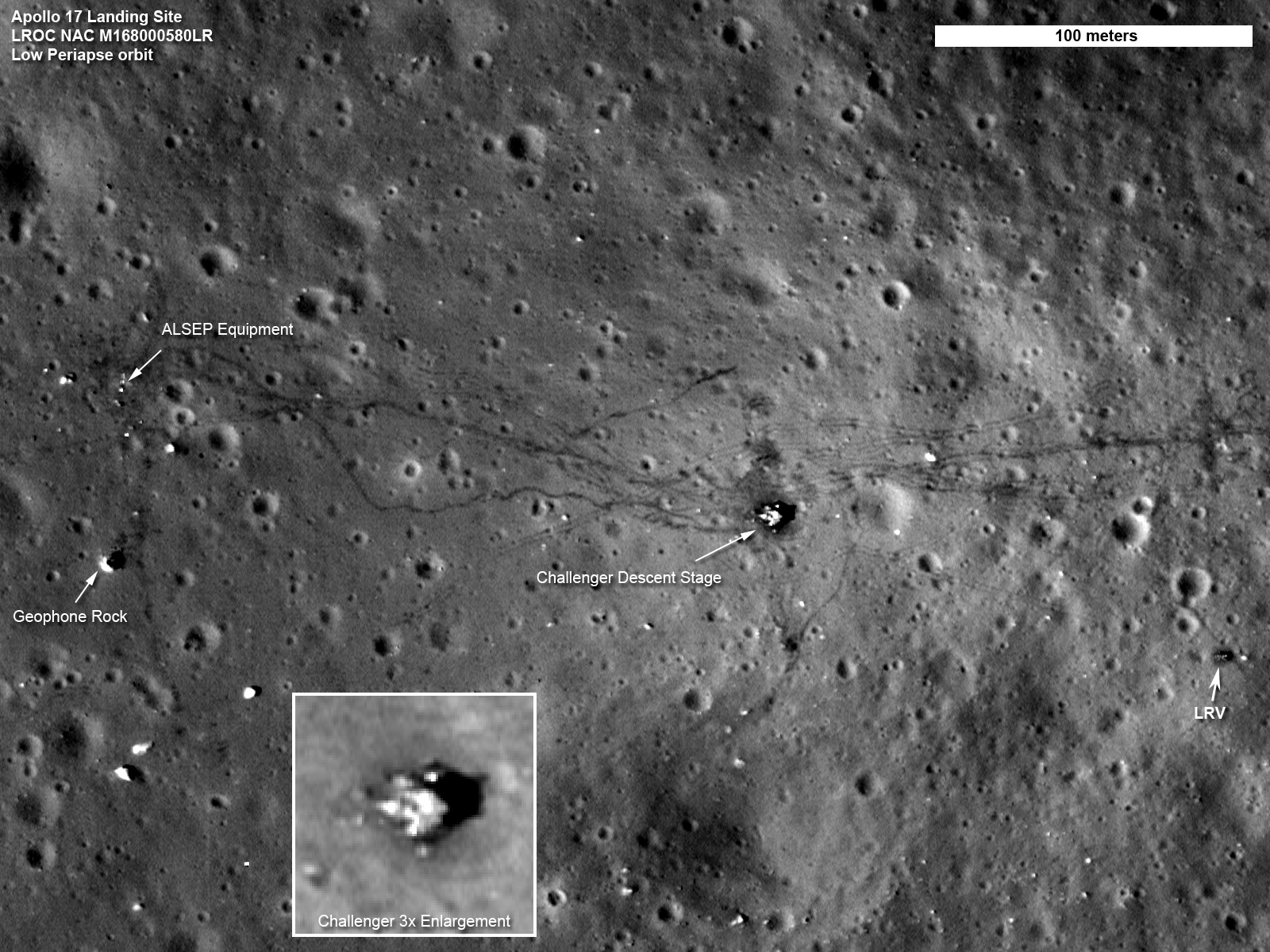
Sitio de aterrizaje del Apolo 17, fotografiado en 2011 por el LRO (Lunar Reconnaissance Orbiter)

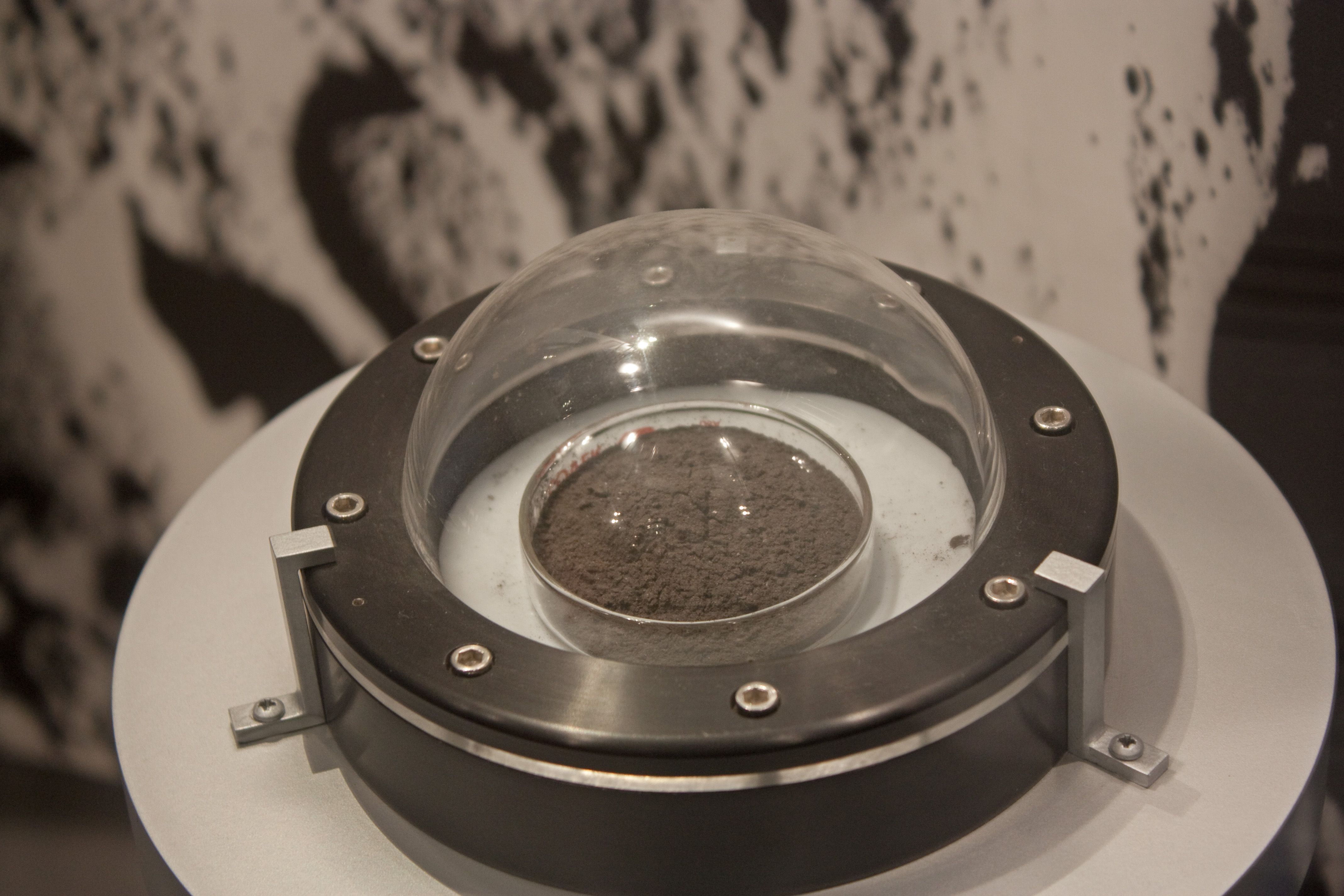
Regolito lunar recogido durante la misión apolo 17

El 12 de diciembre, a las 6:28 p. m. EST, Cernan y Schmitt comenzaron su segunda excursión lunar. Una de las primeras tareas del EVA fue la reparación del guardabarros trasero derecho en el LRV, cuya extensión hacia atrás se había roto el día anterior. El par hizo esto pegando cuatro mapas cronopacos con cinta adhesiva y sujetando la extensión del guardabarros de reemplazo al guardabarros, proporcionando así un medio para evitar que el polvo caiga sobre ellos mientras están en movimiento. Durante este EVA, la pareja tomó muestras de varios tipos diferentes de depósitos geológicos encontrados en el valle, incluida la avalancha en la base del Macizo Sur, el suelo de color naranja en el cráter Shorty y la expulsión del cráter Camelot. La tripulación completó este paseo lunar después de siete horas y treinta y siete minutos. Recolectaron 34 kg de muestras, desplegaron tres paquetes más de explosivos y tomaron siete medidas gravimétricas.

El tercer paseo lunar, el último del programa Apolo, comenzó a las 5:26 p. m. EST del 13 de diciembre. Durante esta excursión, la tripulación recolectó 66 kg de muestras lunares y tomó nueve medidas gravimétricas. Condujeron el rover al norte y al este del lugar de aterrizaje y exploraron la base del Macizo Norte, las Colinas Esculpidas y el inusual cráter Van Serg. Antes de terminar el paseo lunar, la tripulación recolectó una roca, una brecha y la dedicó a varias naciones diferentes que estaban representadas en el Centro de Control de la Misión en Houston, Texas, en ese momento. Una placa ubicada en el LM, que conmemora los logros alcanzados durante el programa Apolo, se dio a conocer. Antes de volver a ingresar al LM por última vez, Gene Cernan expresó sus pensamientos:
"...estoy en la superficie; y, al tomar el último paso del hombre de la superficie, regresar a casa por algún tiempo por venir, pero creemos que no es demasiado tiempo en el futuro, me gustaría simplemente [decir] lo que creo que la historia registrará. El desafío de hoy de Estados Unidos ha forjado el destino del mañana del hombre. Y, cuando dejamos la Luna en Taurus-Littrow, nos marchamos y venimos, y si Dios quiere, como regresaremos, con paz y esperanza para toda la humanidad. "Buena suerte, la tripulación de Apolo 17."
Cernan luego siguió a Schmitt al LM después de pasar aproximadamente siete horas y 15 minutos afuera durante la última excursión lunar de la misión.

### Regreso a la Tierra

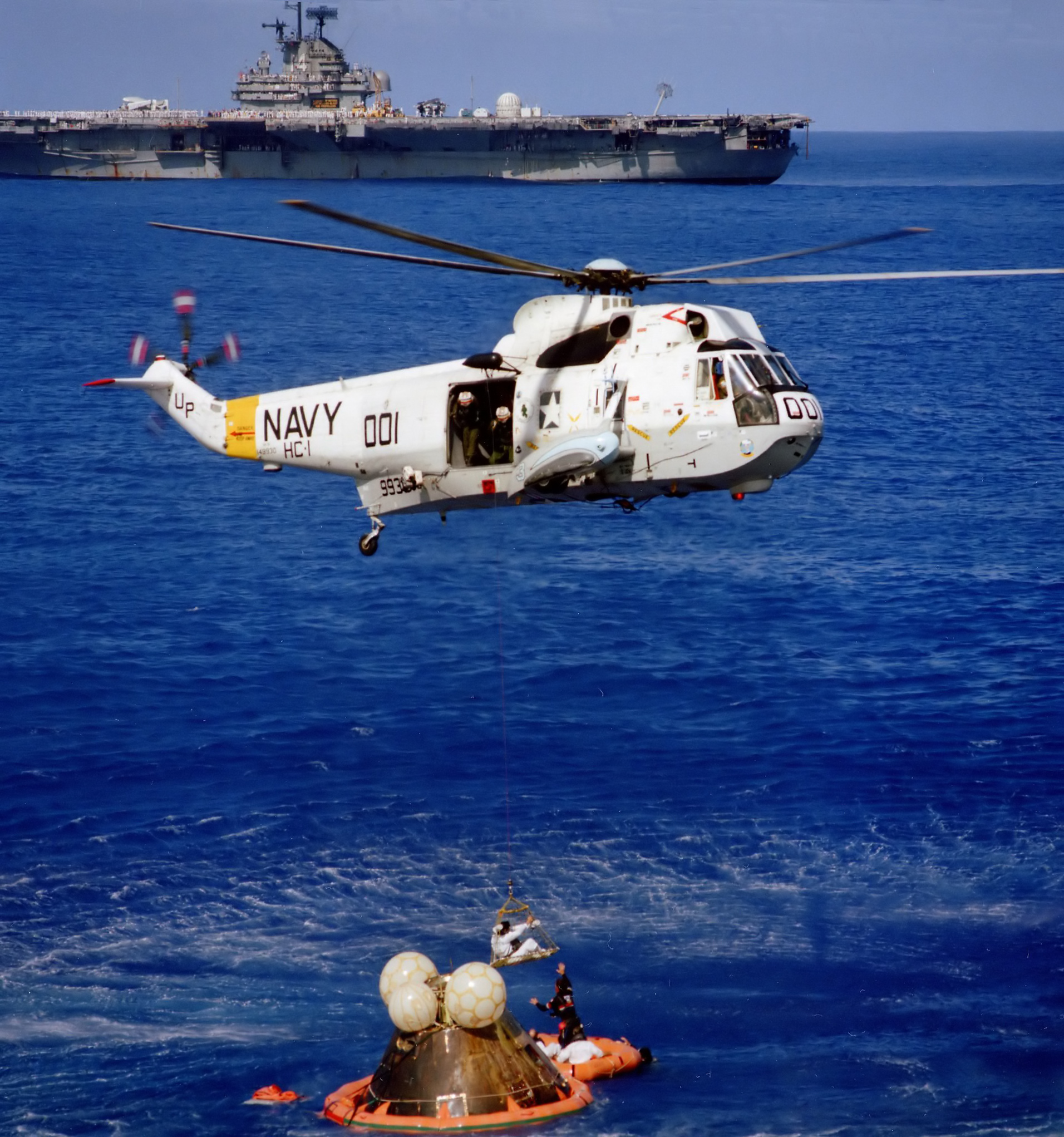
Operaciones de recuperación del Apolo 17 tras aterrizaje

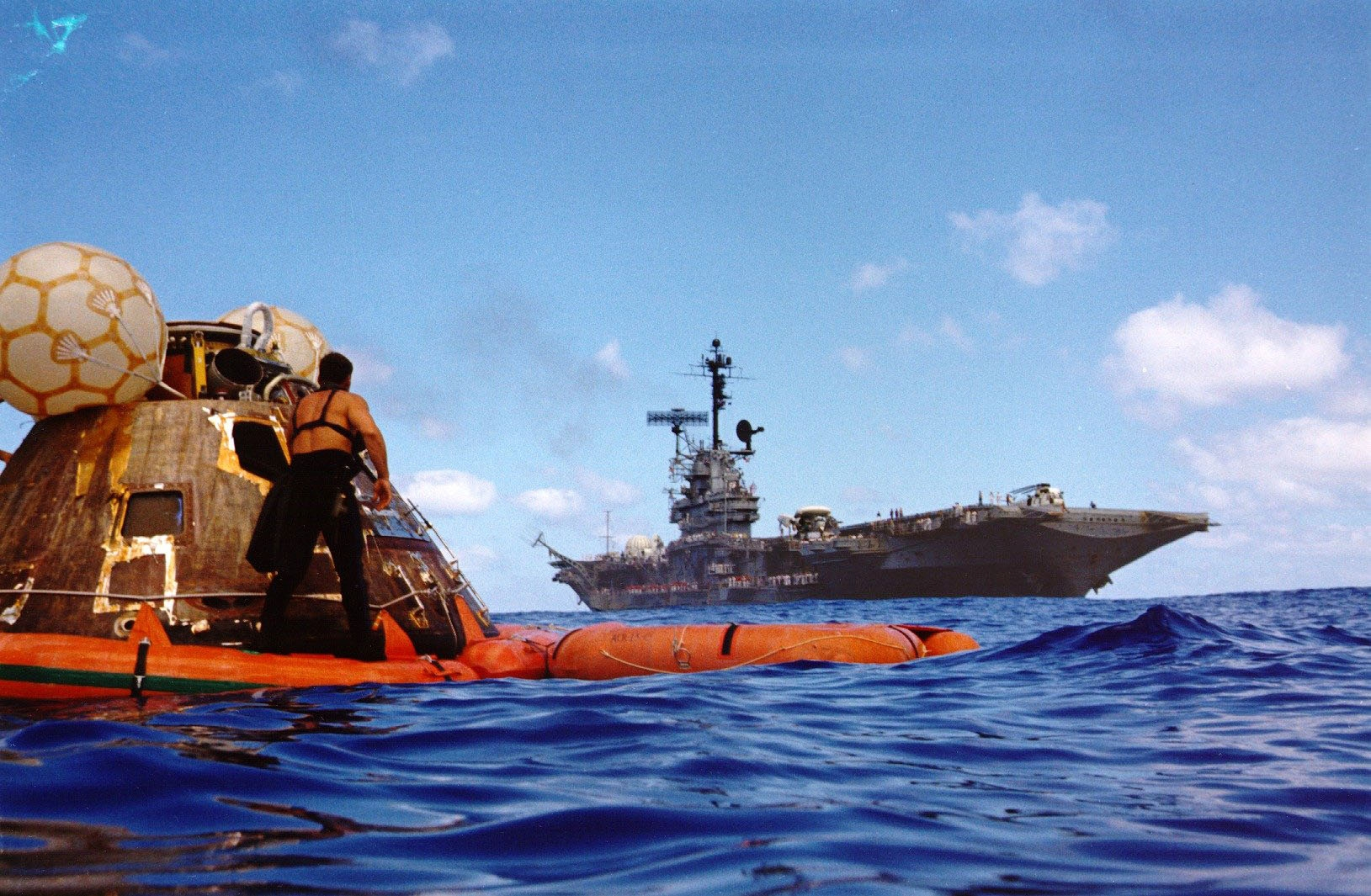
Módulo de mando del Apolo 17 después de la descarga, con USS Ticonderoga en segundo plano

Eugene Cernan y Harrison Schmitt se levantaron exitosamente de la superficie lunar en la etapa de ascenso del LM el 14 de diciembre, a las 5:55 p. m. EST. Después de un encuentro y acoplamiento exitosos con Ron Evans en el CSM en órbita, la tripulación transfirió equipos y muestras lunares entre el LM y el CSM para regresar a la Tierra. Después de esto, la etapa de ascenso LM se cerró y se lanzó a las 1:31 a. m. del 15 de diciembre. La etapa de ascenso se estrelló deliberadamente en la Luna en una colisión registrada por sismómetros desplegados en el Apolo 17 y en las expediciones anteriores de Apolo.
El 17 de diciembre, durante el viaje de regreso a la Tierra, a las 3:27 p. m. EST, Ron Evans realizó con éxito una caminata espacial de una hora y siete minutos para recuperar la película expuesta del compartimiento para instrumentos en el exterior del CSM.
El 19 de diciembre, la tripulación desechó el SM que ya no se necesitaba, dejando solo al CM para regresar a la Tierra. La nave espacial Apolo 17 volvió a ingresar a la atmósfera de la Tierra y aterrizó a salvo en el Océano Pacífico a las 2:25 p. m., 6,4 kilómetros del barco de recuperación, USS Ticonderoga. Cernan, Evans y Schmitt fueron recuperados por un helicóptero de recuperación y se encontraban a salvo a bordo del barco de recuperación 52 minutos después de aterrizar.

## Ubicaciones de naves espaciales

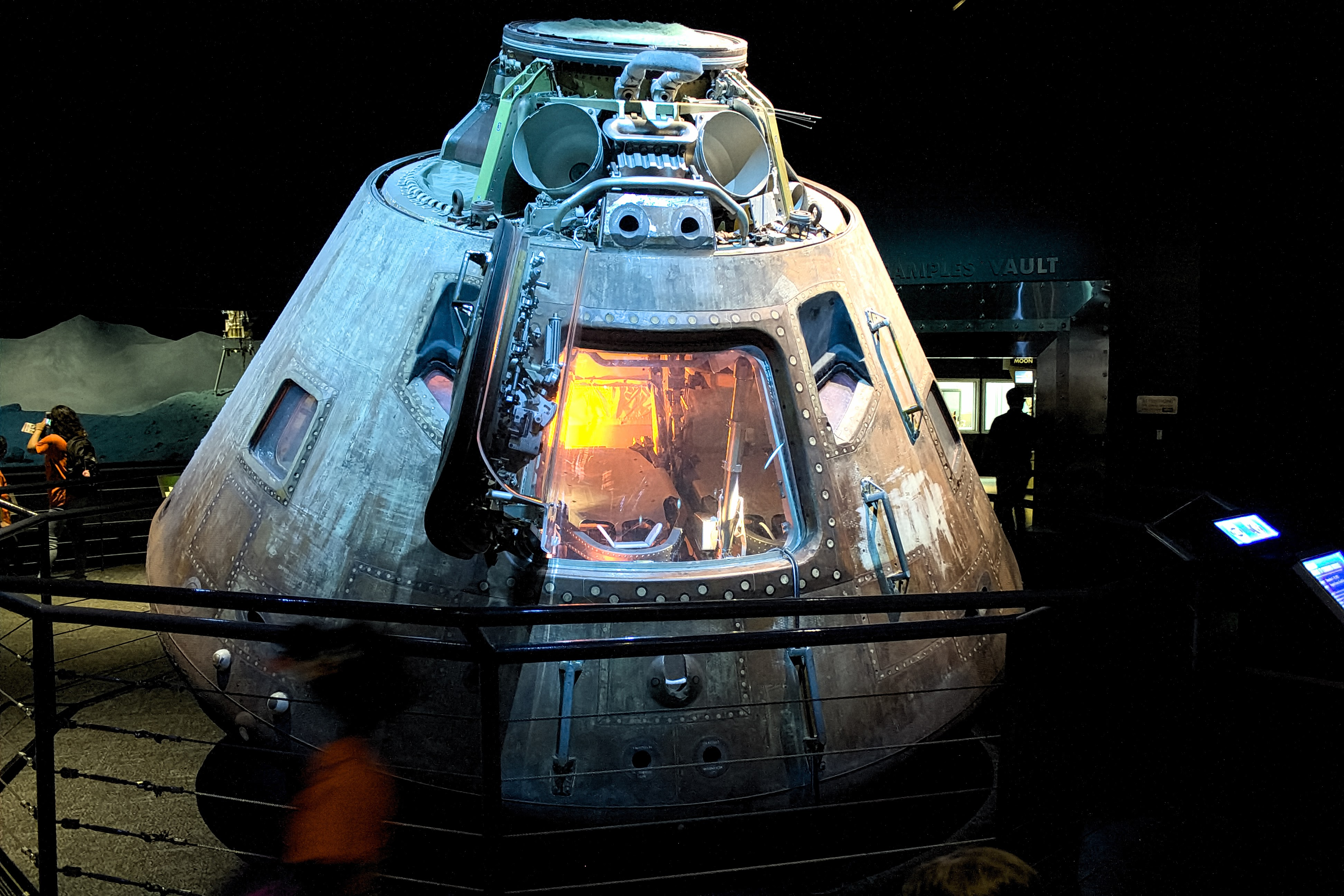
Módulo de mando Apolo 17, en exhibición en el Centro Espacial de Houston

El módulo de mando America se encuentra actualmente en exhibición en el Centro Espacial Lyndon B. Johnson en Houston, Texas.
La etapa de ascenso del Lunar Module Challenger impactó la Luna el 15 de diciembre de 1972 a las 06:50:20,8 UT (1:50 a. m. EST), en las coordenadas 19°58′N 30°30′E / 19.96, 30.50. La etapa de descenso permanece en la Luna en el lugar de aterrizaje, 20°11′27″N 30°46′18″E / 20.19080, 30.77168.
En 2009 y nuevamente en 2011, Lunar Reconnaissance Orbiter fotografió el sitio de aterrizaje desde órbitas bajas.
La compañía espacial alemana PTScientists planeaba aterrizar dos rovers lunares cerca del lugar de aterrizaje en 2019.

## Representación de la misión en la ficción y la cultura popular
Algunas partes de la misión Apolo 17 están dramatizadas en la miniserie de HBO De la Tierra a la Luna, en el episodio titulado "Le Voyage dans la Lune".
El prólogo de la novela Back to the Moon de 1999, de Homer Hickam, comienza con una representación dramatizada del final del segundo Apolo 17 EVA. El suelo anaranjado se convierte en el principal impulsor de la trama del resto de la historia.
La novela de 2005, Tyrannosaur Canyon, de Douglas Preston, comienza con una representación de los paseos lunares del Apolo 17 utilizando citas tomadas de la transcripción oficial de la misión.
Además, ha habido astronautas ficticios en el cine, la literatura y la televisión que han sido descritos como "el último hombre en caminar sobre la Luna", dando a entender que eran miembros de la tripulación en el Apolo 17. Uno de esos personajes fue Steve Austin en la serie de televisión The Six Million Dollar Man. En la novela Cyborg de 1972, en la que se basó la serie, Austin recuerda haber visto cómo la Tierra se "caía durante el Apolo XVII". En la película de 1998 Deep Impact, el astronauta ficticio Spurgeon "Fish" Tanner, interpretado por Robert Duvall, fue descrito en una conferencia de prensa presidencial como el "último hombre en caminar sobre la Luna" por el presidente de los Estados Unidos, interpretado por Morgan Freeman.
En el Anime Aldnoah.Zero, la misión Apolo 17 localiza una antigua puerta de transporte que lleva a Marte a la izquierda por una raza alienígena desconocida y extinta. Este descubrimiento es el punto de divergencia para la historia alternativa de la historia.
La canción "Contact" de Daft Punk incluye audio de la misión Apolo 17, cortesía de la NASA y el Capitán Eugene Cernan.
La canción "Tomorrow" de Public Service Broadcasting también incluye el audio del comandante Eugene A. Cernan y del piloto del Módulo Lunar Harrison Schmitt de la misión.

## Multimedia

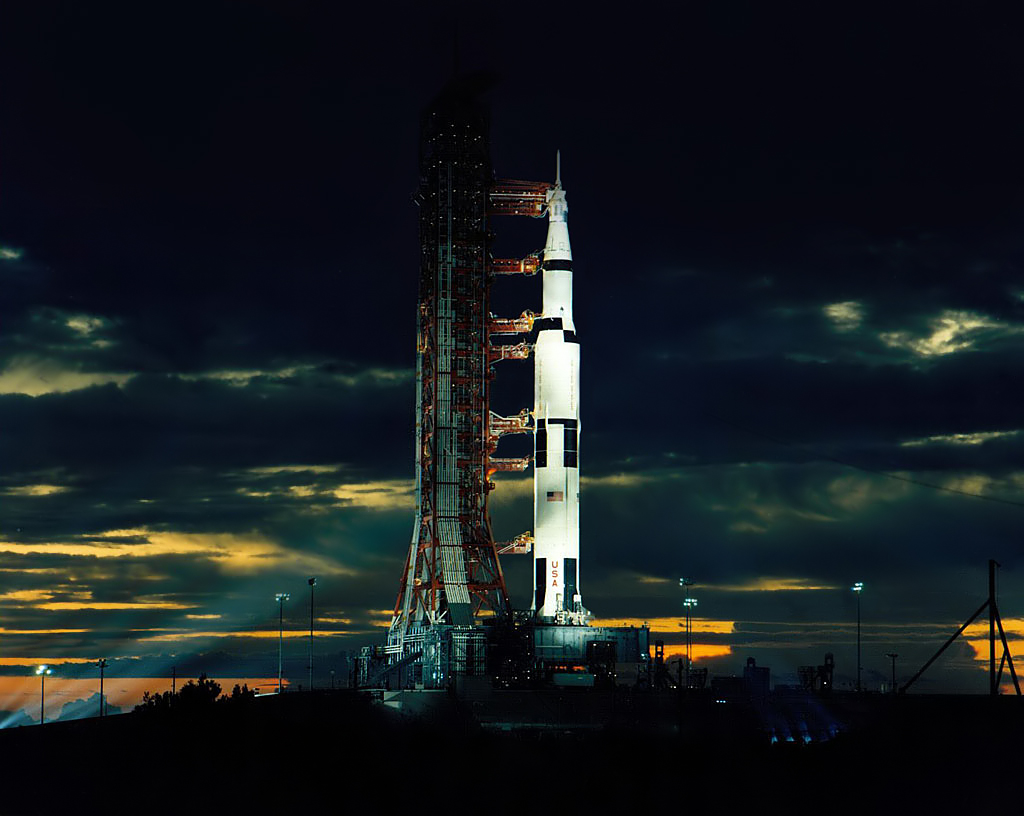
Saturno V del Apolo 17, espera su lanzamiento.
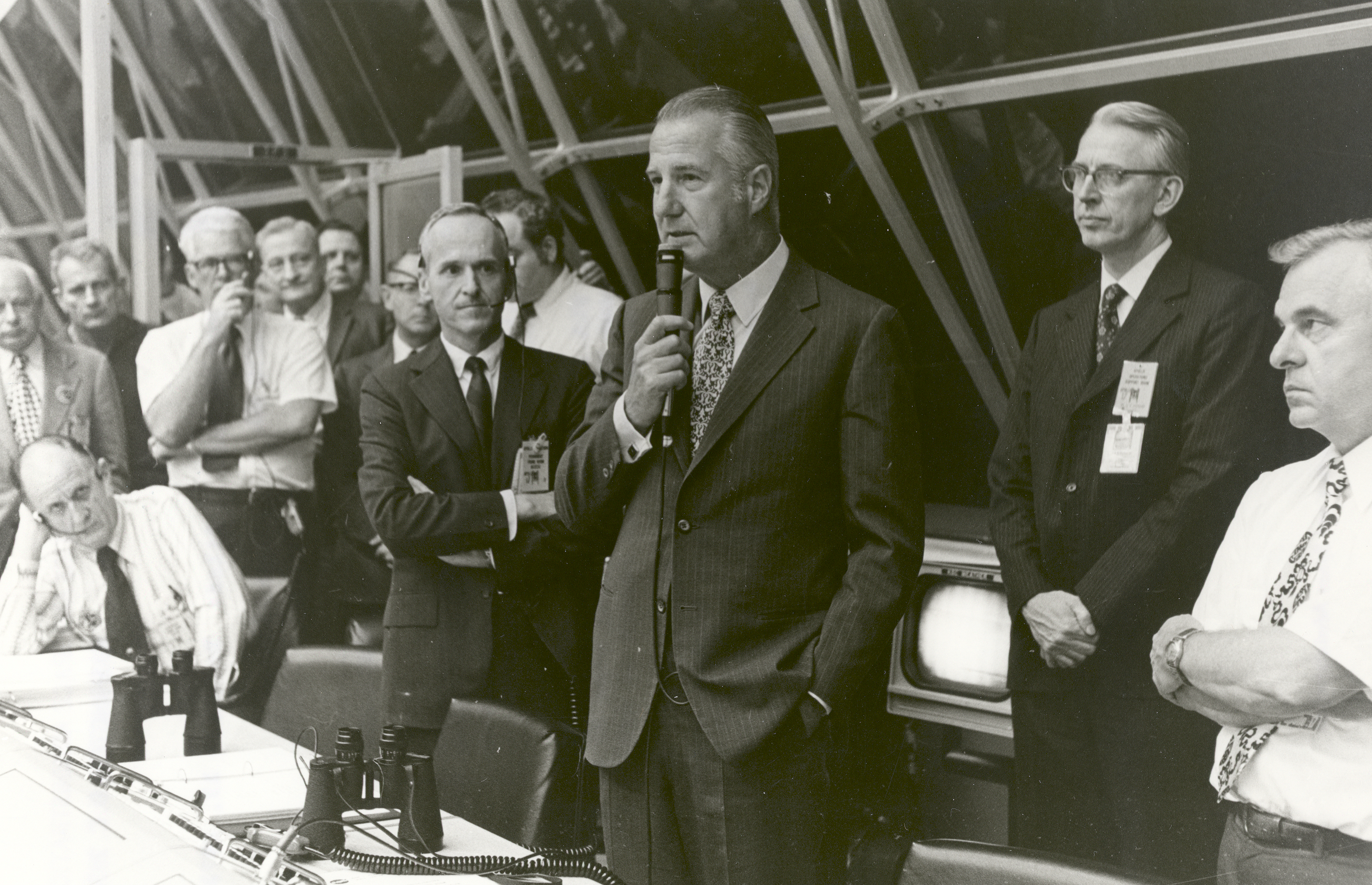
El vicepresidente Spiro Agnew felicita el control de lanzamiento después del lanzamiento.
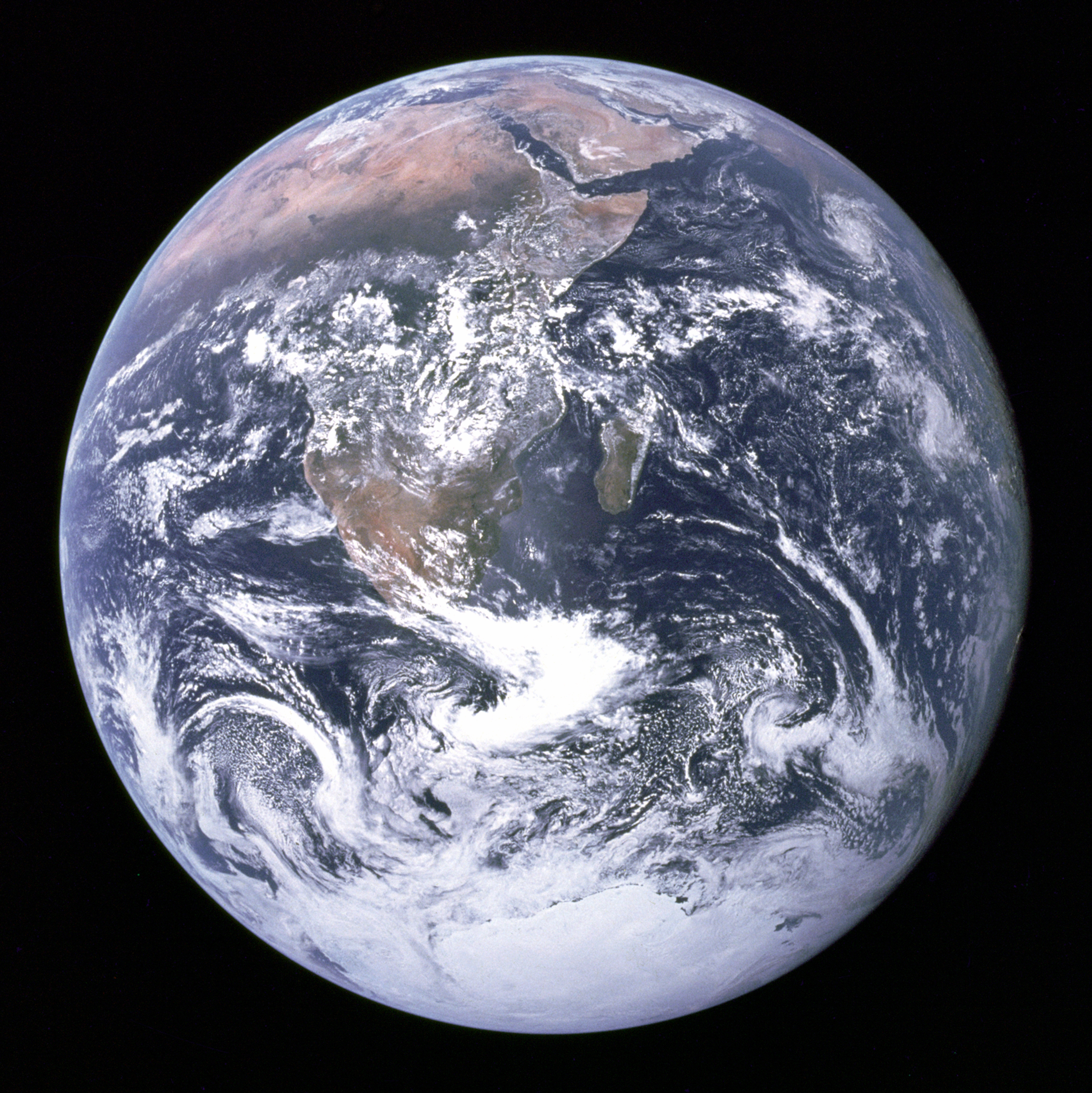
Foto de la Tierra tomada en la misión Apolo 17 mientras la nave espacial se dirige a la Luna (la foto conocida es conocida como "The Blue Marble")
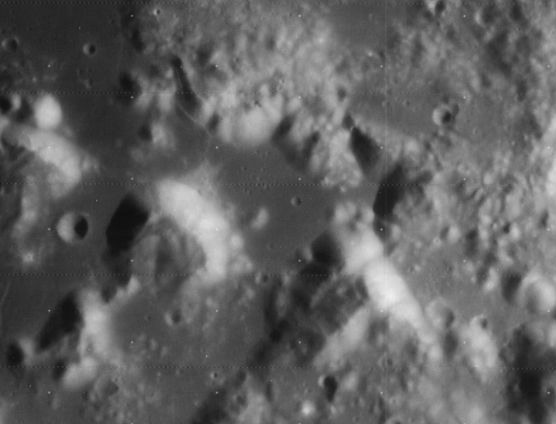
Imagen del Lunar Orbiter 4 del valle Taurus-Littrow, con el sitio de aterrizaje cerca del centro.
- El astronauta Harrison Schmitt cae en un paseo lunar.
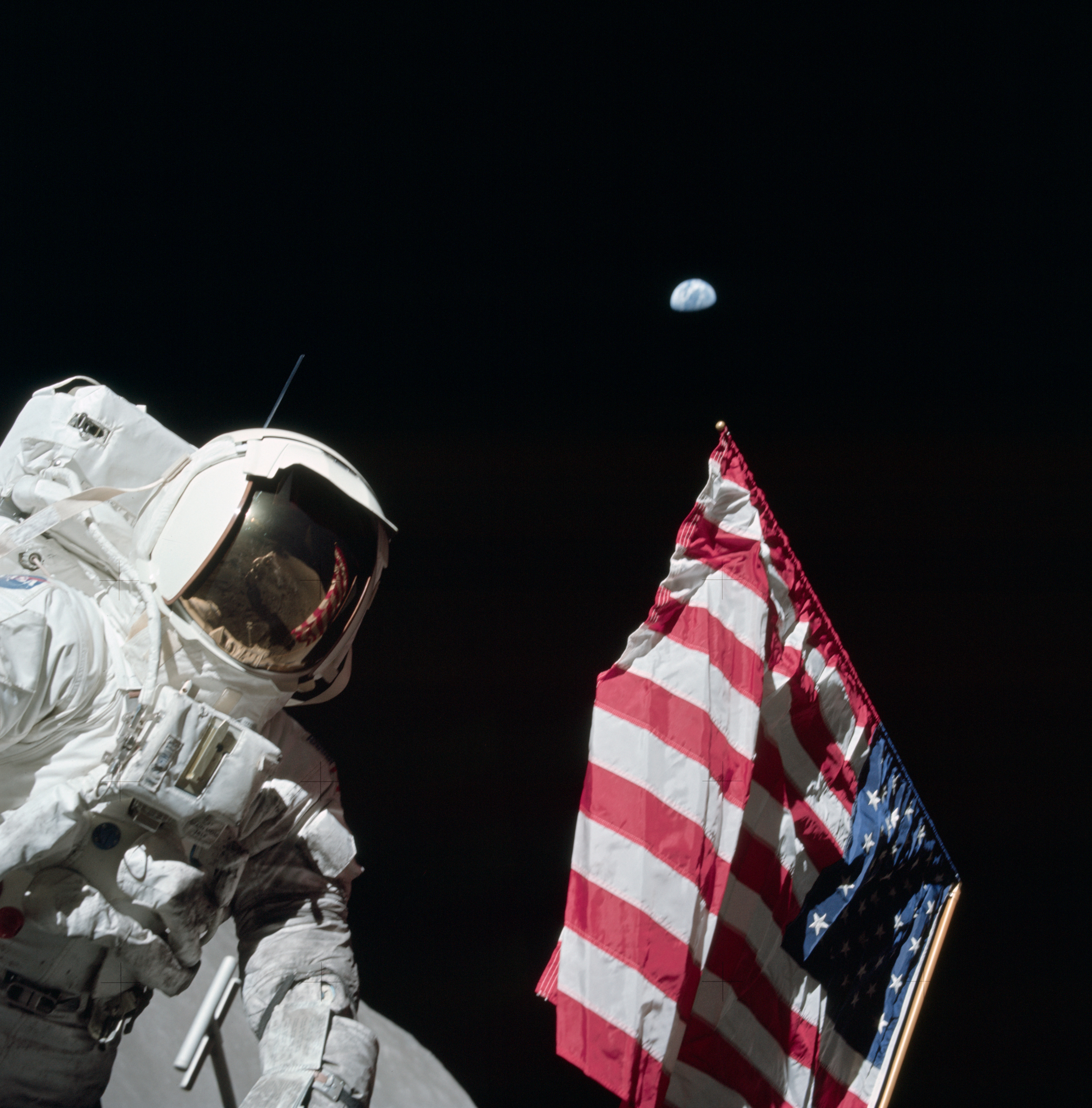
Harrison Schmitt posa con la bandera estadounidense y la Tierra en segundo plano durante el primer EVA del Apolo 17. Eugene Cernan se ve reflejado en la visera del casco de Schmitt.
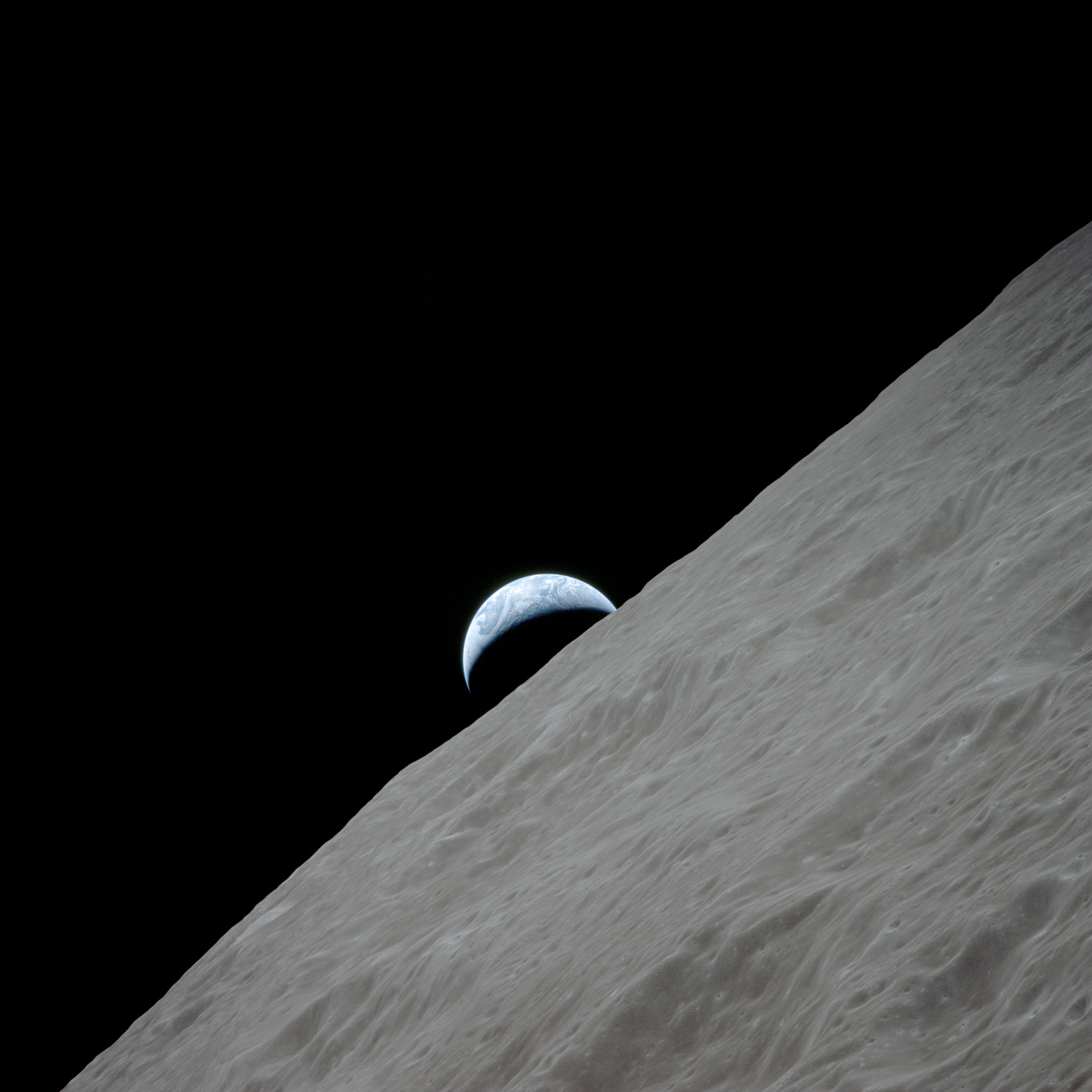
Vista de la Tierra creciente menguante vista sobre el horizonte lunar sobre el cráter Ritz.
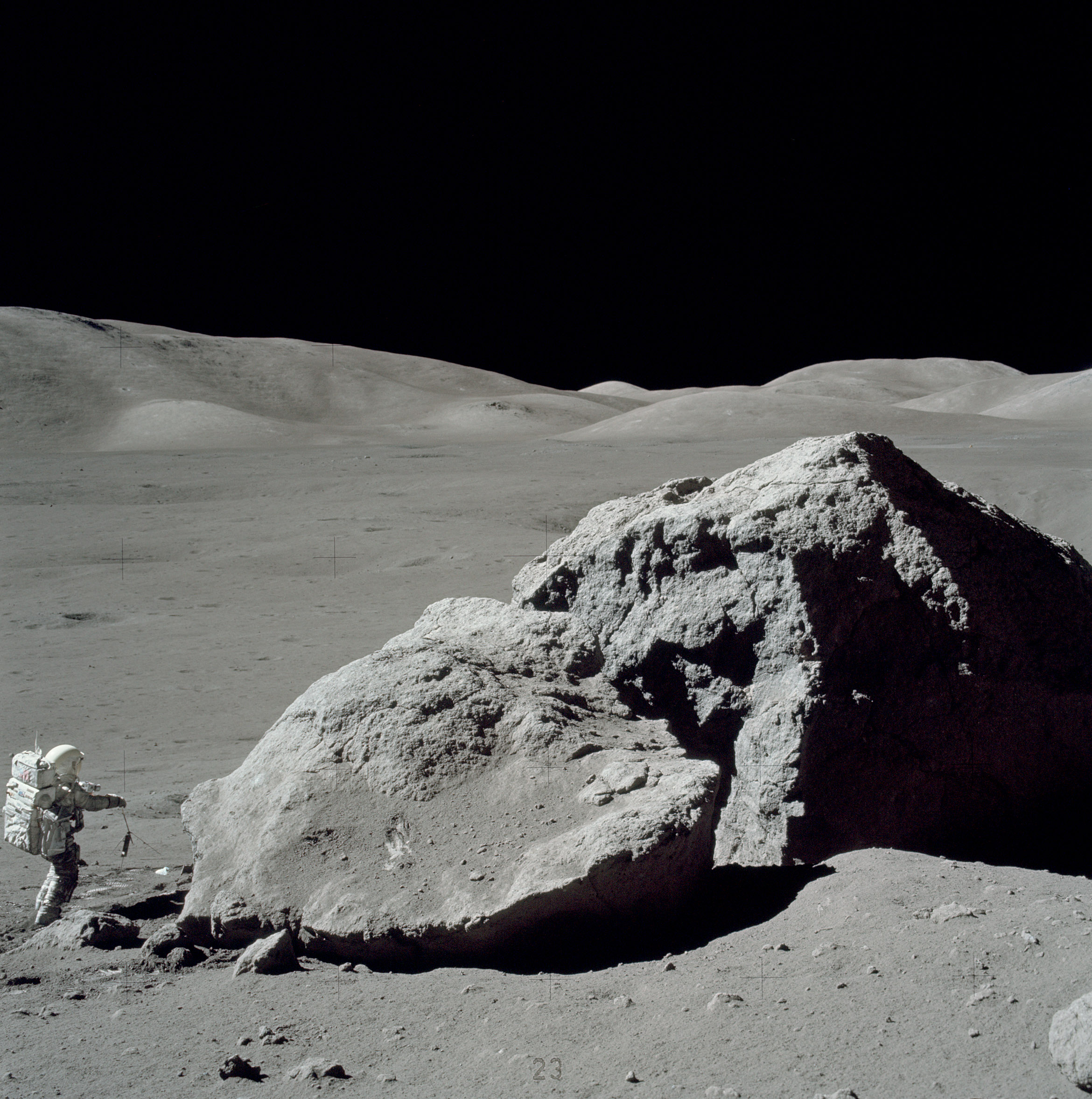
Schmitt está al lado de una gran roca durante EVA-3. Él está mirando en la dirección del LM que es visible más allá de la extremidad derecha de la roca.
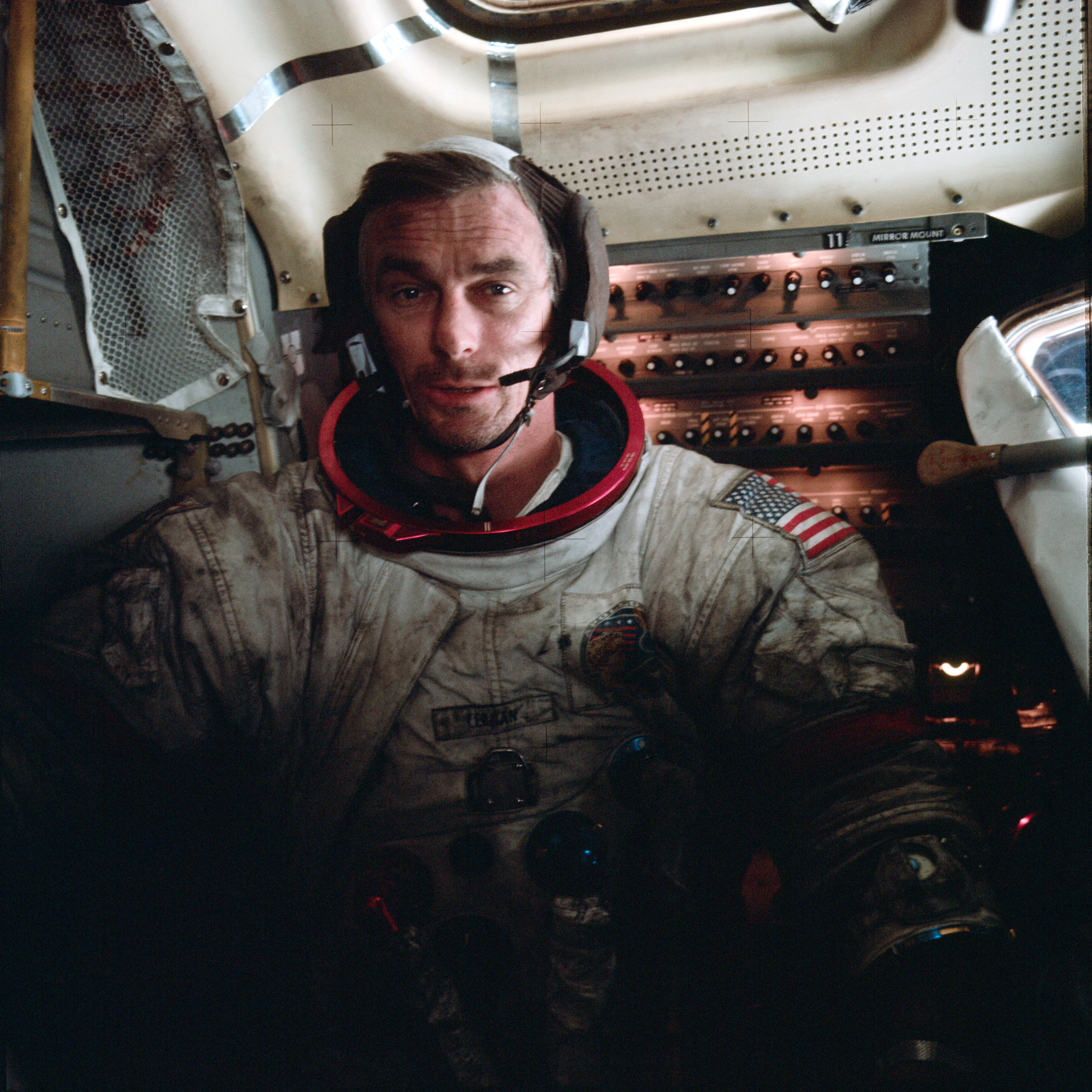
Cernan en el módulo lunar después de EVA-3.
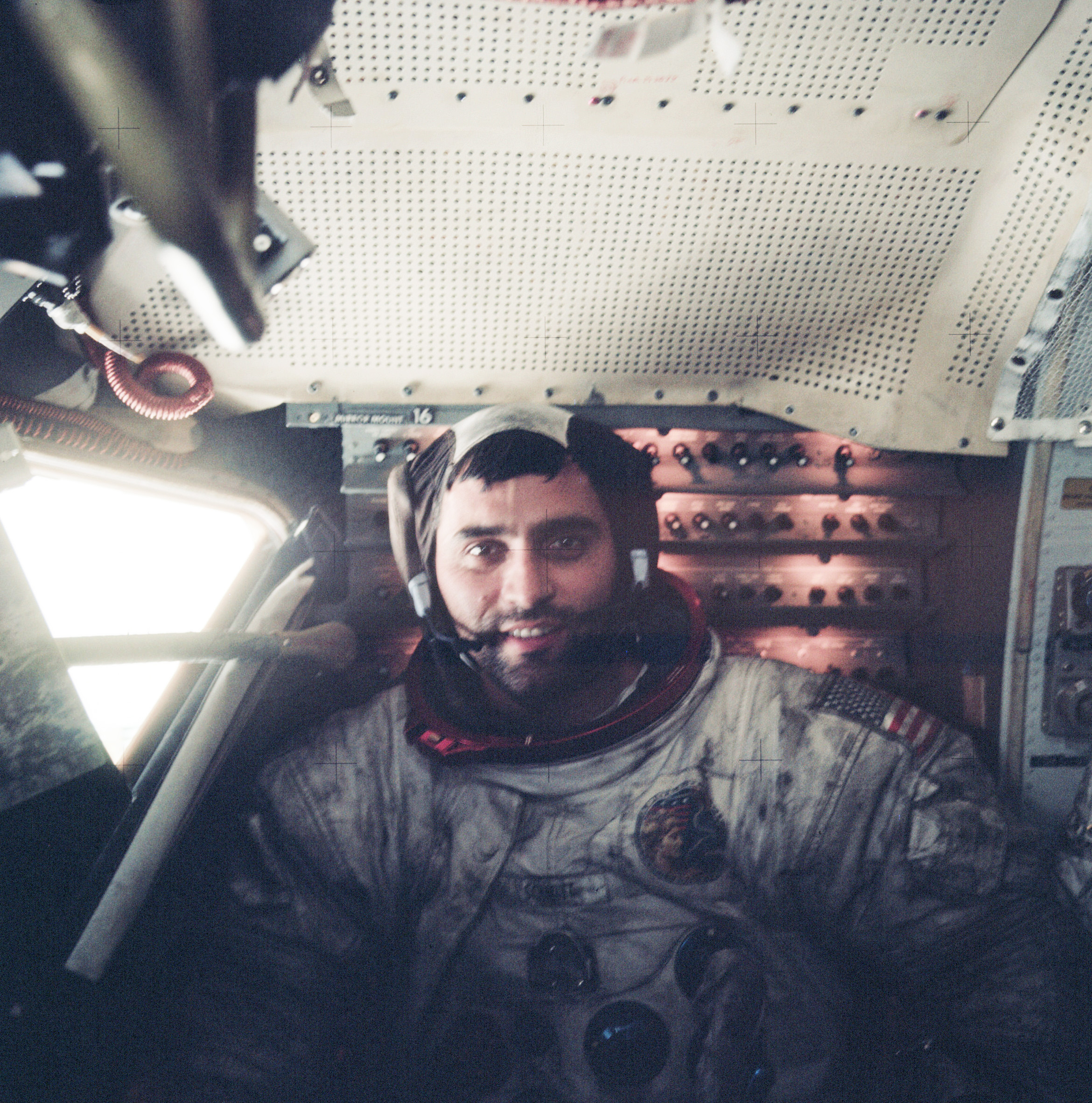
Schmitt en el módulo lunar después de EVA-3
- El módulo lunar del Apolo 17 despega y deja la Luna.
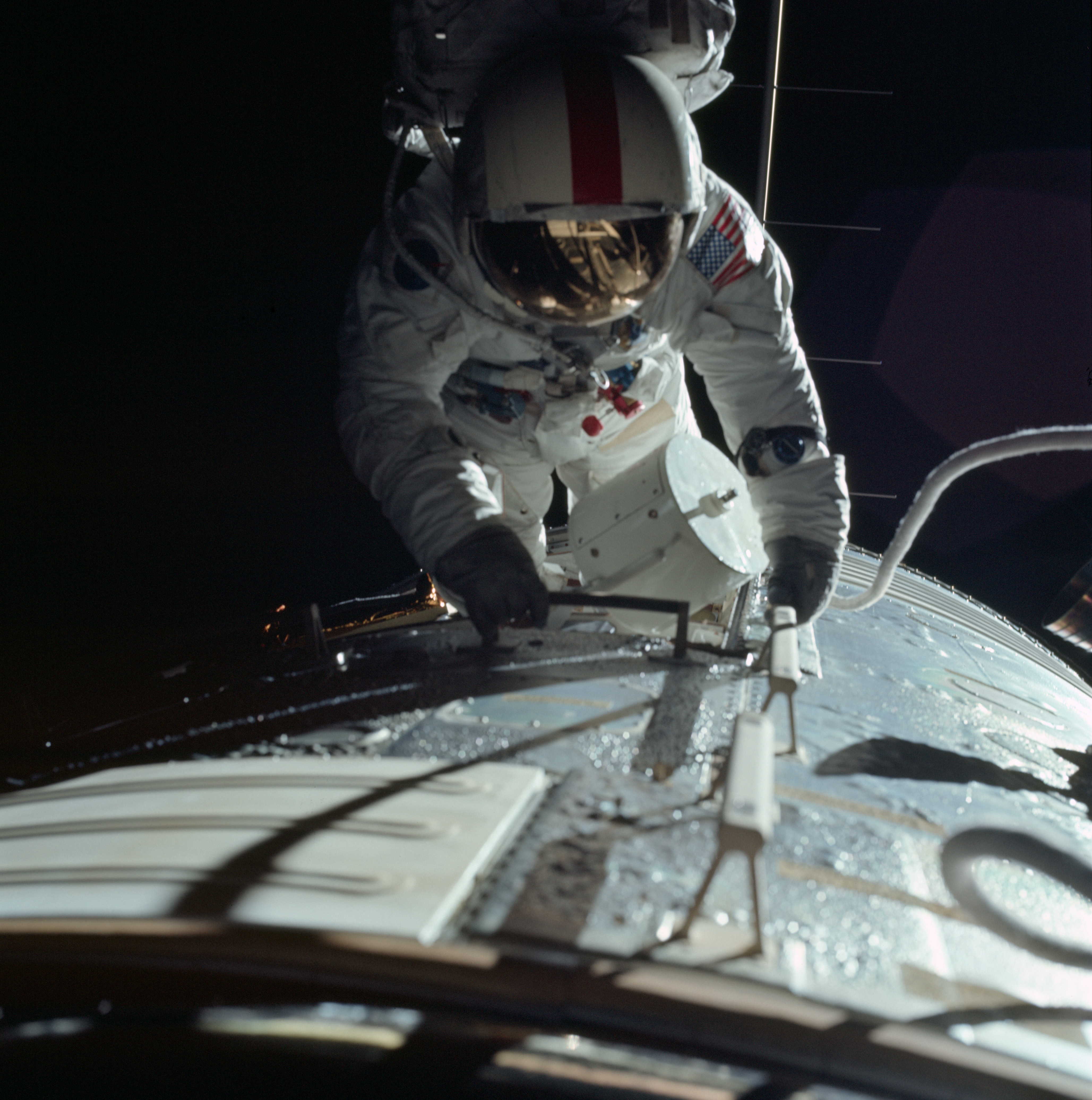
Evans realiza una EVA antes de regresar a casa.
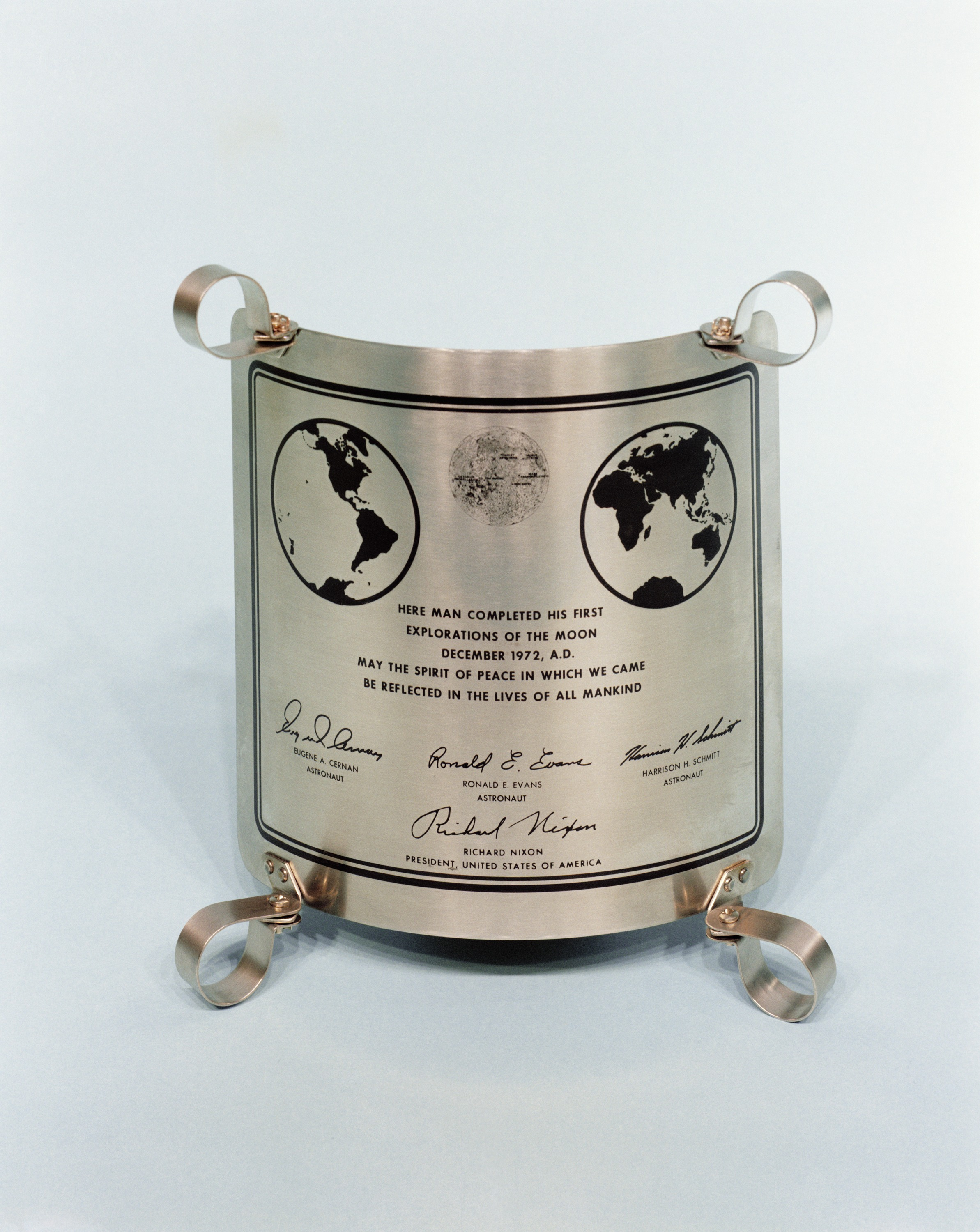
La placa dejada en la luna por Apolo 17.
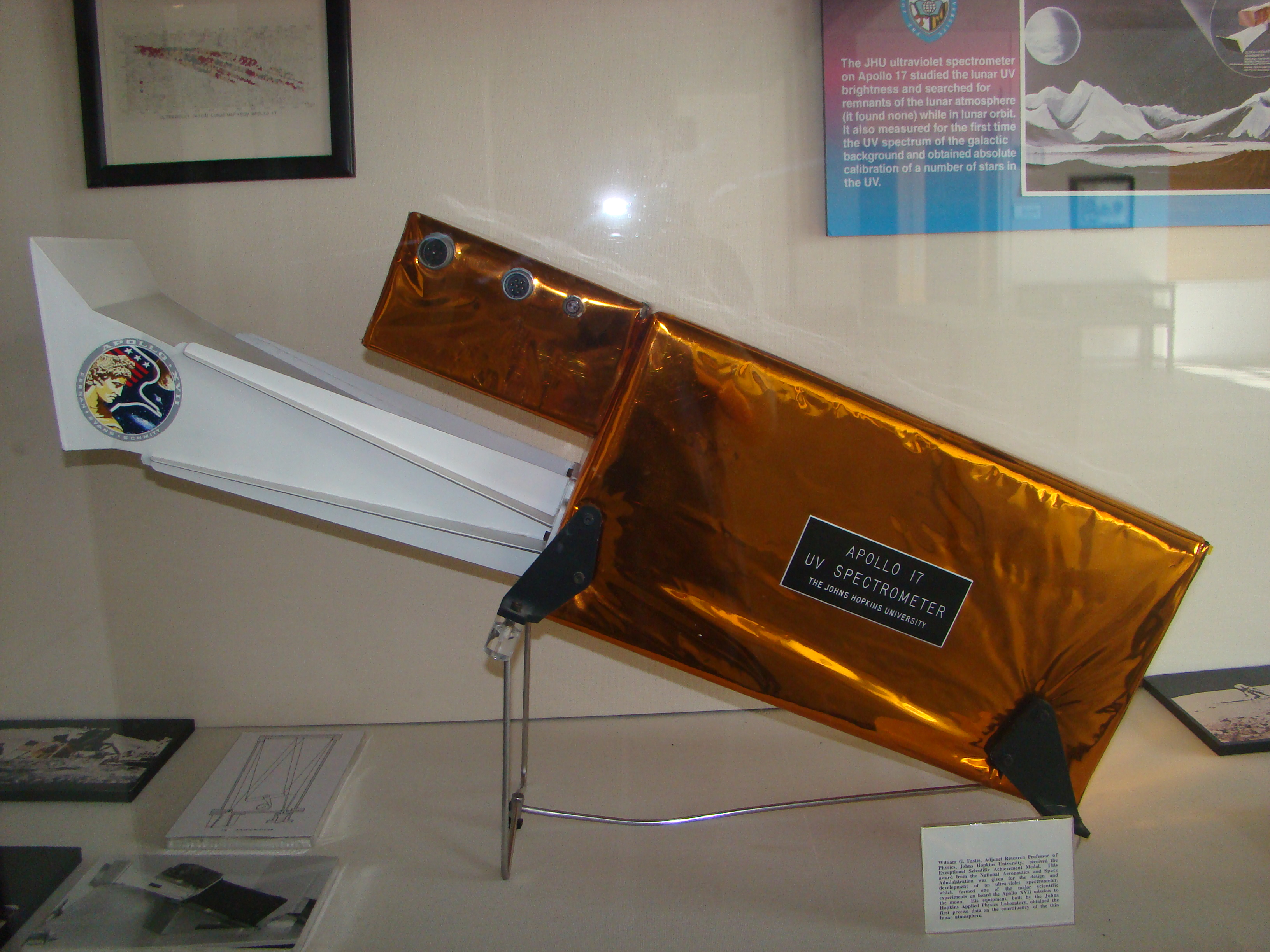
Un modelo del espectrómetro UV usado para tomar las primeras mediciones precisas de los componentes de la atmósfera de la Luna.
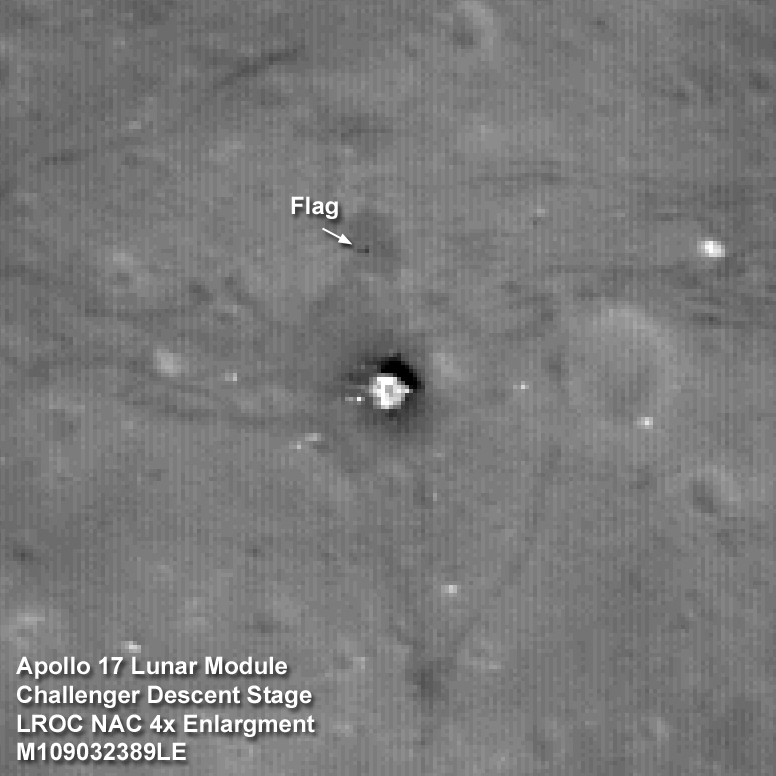
El sitio de aterrizaje, tomada por el LRO en 2009.
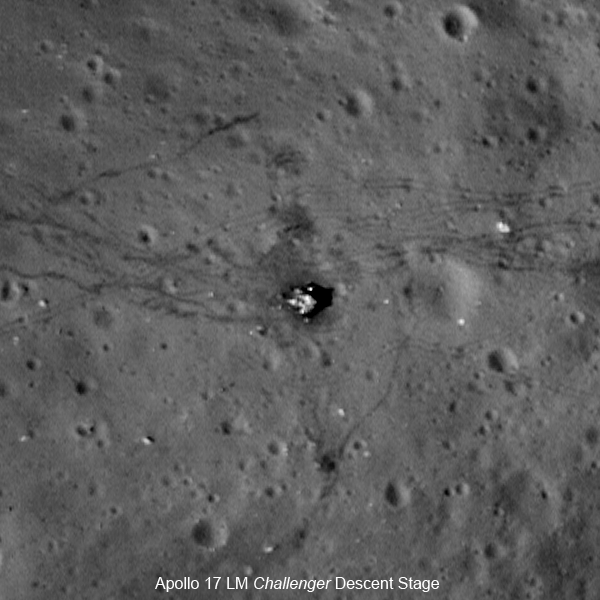
Imagen de ángulo estrecho de la etapa de descenso del LM Challenger rodeada por huellas del LRV, tomada por el Lunar Reconnaissance Orbiter en 2011.
- Astronautas Cernan y Schmitt cantando While Strolling Through the Park One Day en la Luna durante la misión Apolo 17.